# 25. November
Der 25. November ist der 329. Tag des gregorianischen Kalenders (der 330. in Schaltjahren), somit bleiben noch 36 Tage bis zum Jahresende.

## Ereignisse

### Politik und Weltgeschehen
- 1120: Bei einer geplanten Übersetzung von der Normandie nach England sinkt das Weiße Schiff bei Barfleur. Unter den zahlreichen Todesopfern befindet sich der englische Thronfolger William Ætheling, einziger legitimer Sohn von König Heinrich I. Der ungeklärte Streit um die Nachfolge mündet nach Heinrichs Tod im Dezember 1135 in einen jahrelangen Bürgerkrieg.

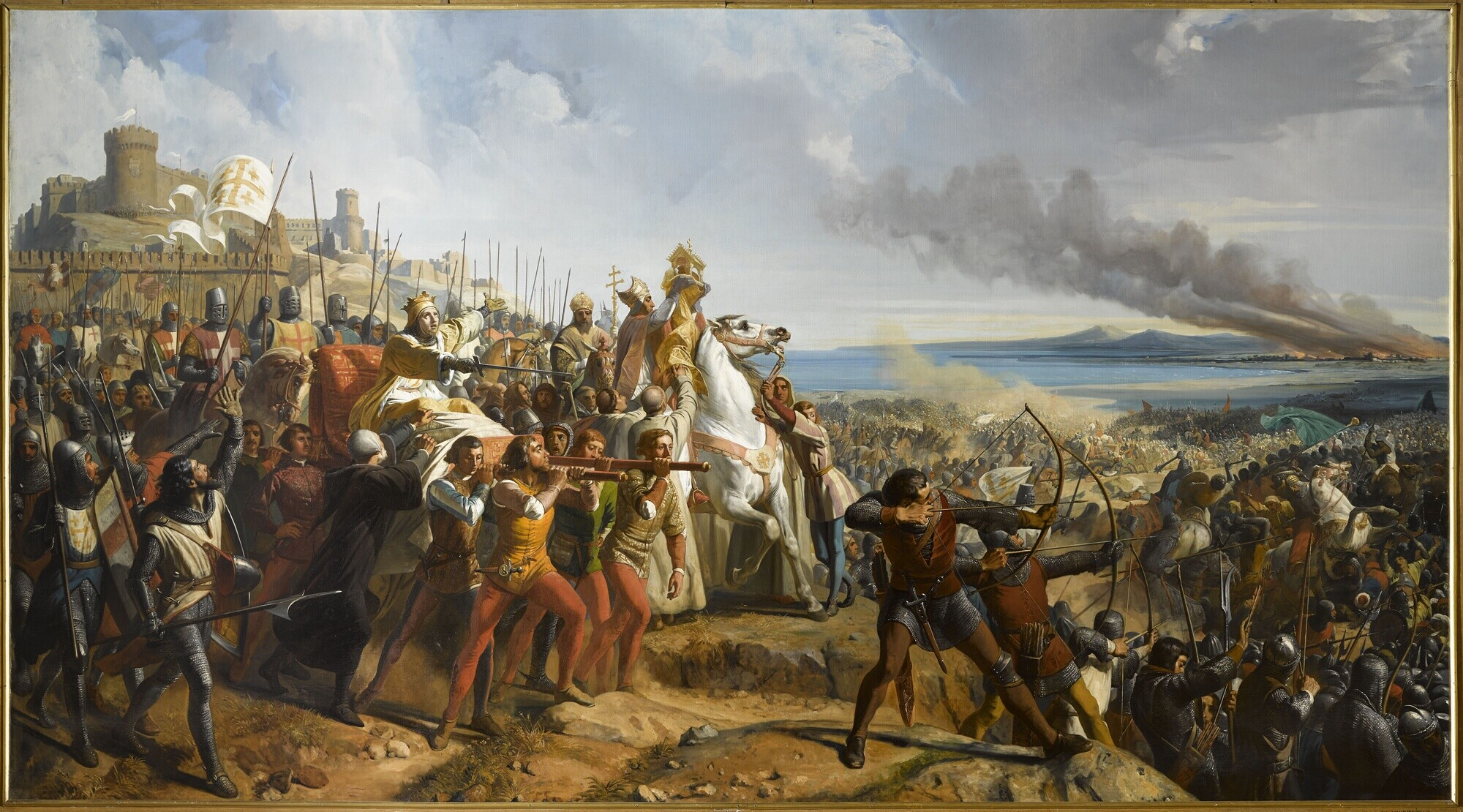
1177: Schlacht von Montgisard

- 1177: In der Schlacht von Montgisard schlägt eine zahlenmäßig weit unterlegene Streitmacht des Königreichs Jerusalem unter König Balduin IV. die Truppen der Ayyubiden unter Sultan Saladin.
- 1317: Der Friede von Templin beendet den Norddeutschen Markgrafenkrieg. Die ihn auslösende Mark Brandenburg unter Waldemar dem Großen verliert ihre Ostseestellung.
- 1491: Der Vertrag von Granada besiegelt das Ende des Emirats von Granada, der letzten muslimisch kontrollierten Region auf der Iberischen Halbinsel.
- 1500: Christoph Kolumbus’ dritte Reise endet mit seinem Abtransport in Ketten nach Spanien. Francisco de Bobadilla, sein Nachfolger als Gouverneur, hat ihn in Santo Domingo unter Missmanagementvorwürfen verhaften lassen.
- 1510: Die Portugiesen unter Afonso de Albuquerque erobern Goa; die Stadt wird Erzbistum und Hauptstadt von Portugiesisch-Indien.
- 1596: In Finnland kommt es zu einer Erhebung der Bauern, die als Keulenkrieg in die Geschichte eingeht.
- 1758: Die Briten nehmen im Franzosen- und Indianerkrieg das am Vortag von den Franzosen verlassene und zerstörte Fort Duquesne ein und beginnen unter dem Namen Fort Pitt mit dem Wiederaufbau.
- 1783: Nach dem Ende des Amerikanischen Unabhängigkeitskrieges verlassen in New York City die letzten britischen Truppen die Vereinigten Staaten.

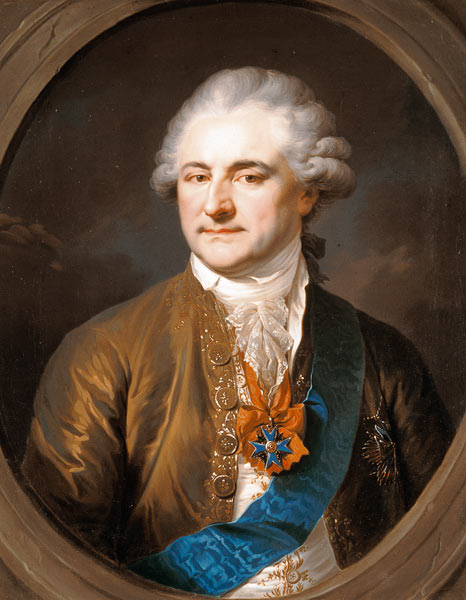
1795: Stanislaus II. August von Polen

- 1795: Nachdem Polen mit der dritten Teilung zwischen Russland, Österreich und Preußen zu existieren aufgehört hat, wird der letzte König Stanislaus August Poniatowski zur Abdankung gezwungen.
- 1809: Der britische Diplomat Benjamin Bathurst verschwindet in Perleberg, wo er eine Rast auf seiner inkognito geführten Rückreise eingelegt hat, am Abend auf ungeklärte Weise.
- 1853: Der US-amerikanische Kapitän John Heard entdeckt die nach ihm benannte Insel im südlichen Indischen Ozean.

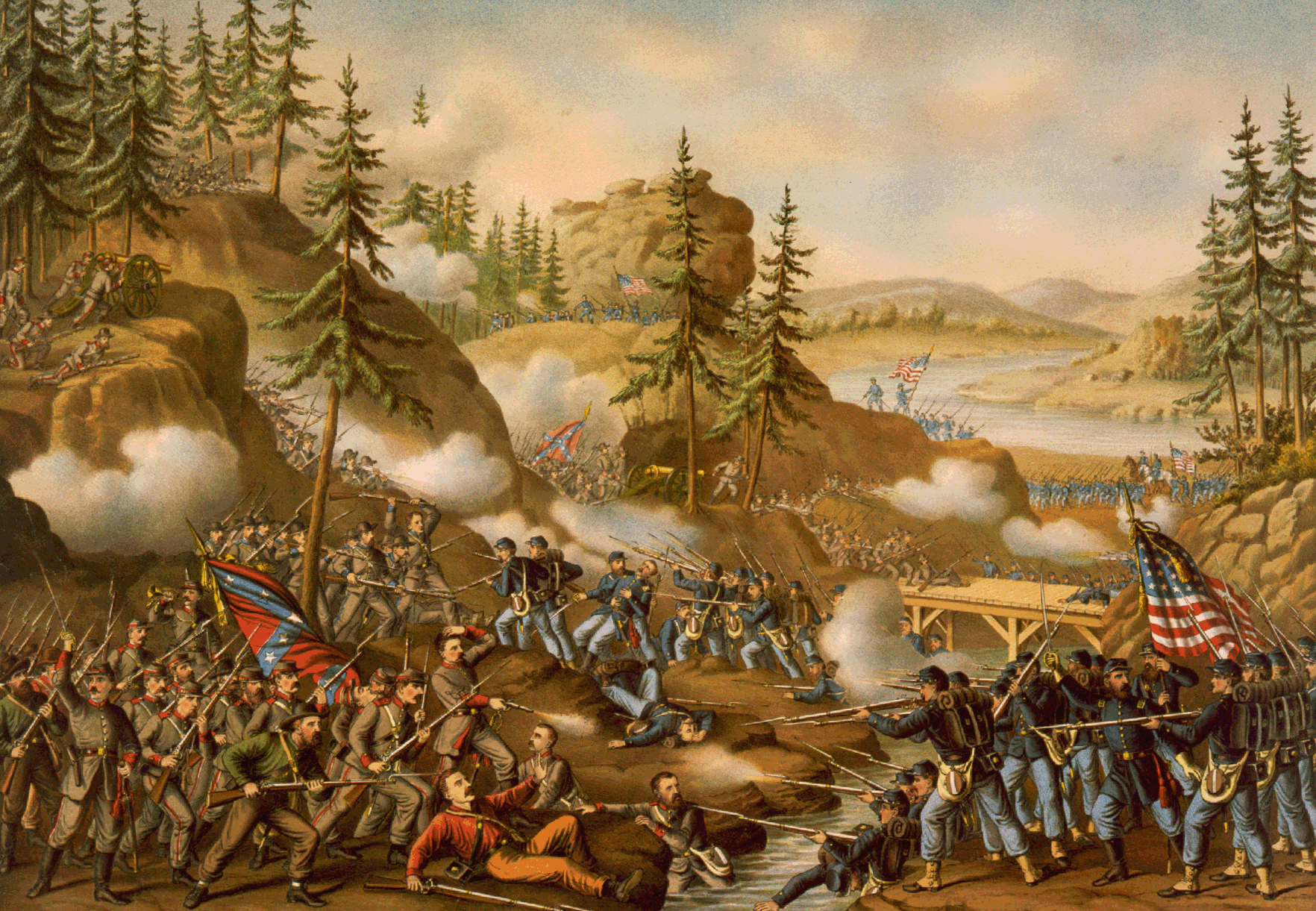
1863: Schlacht von Chattanooga

- 1863: Die Unionstruppen unter General Ulysses Simpson Grant besiegen in der Schlacht von Chattanooga während des Amerikanischen Bürgerkrieges die Konföderierten unter General Braxton Bragg. Sie erringen damit die Herrschaft über Tennessee und können weiter nach Süden vordringen.
- 1870: Der Reservatrechtevertrag mit dem Königreich Württemberg während der Belagerung von Paris im Deutsch-Französischen Krieg schließt den Reigen der Novemberverträge vor Gründung des Deutschen Kaiserreichs ab.
- 1870: Mit Unterzeichnung einer Militärkonvention mit Preußen gibt das Großherzogtum Baden seine Militärhoheit ab, die Badische Armee wird Teil des preußischen Heeres.
- 1885: Nach dem Tod des spanischen Königs Alfons XII. wechselt die Regentschaft auf seine schwangere Ehefrau Maria Christina von Österreich über. Die Königin bleibt im Amt, bis 1902 ihr gemeinsamer Sohn Alfons die Macht übernehmen kann.
- 1915: Am Stone Mountain im US-Bundesstaat Georgia wird der Ku-Klux-Klan neu gegründet.
- 1917: Bei der Wahl zur konstituierenden Versammlung nach der Oktoberrevolution in Russland erleiden die Bolschewiki unter Lenin eine schwere Niederlage. Die Sozialrevolutionäre erhalten die absolute Mehrheit.
- 1917: Die deutsche Schutztruppe unter General Paul von Lettow-Vorbeck besiegt portugiesische Truppen in der Schlacht von Ngomano.
- 1918: Erster Weltkrieg außerhalb Europas: Zwei Wochen nach dem offiziellen Waffenstillstand in Europa ergibt sich Paul von Lettow-Vorbeck mit der Schutztruppe für Deutsch-Ostafrika den Briten.
- 1918: Günther Victor von Schwarzburg-Rudolstadt dankt im Fürstentum Schwarzburg-Sondershausen ab. 16 Tage nach der Abdankung des Kaisers und der meisten anderen deutschen Fürsten endet damit die letzte Monarchie in Deutschland.
- 1936: Vorgeschichte des Zweiten Weltkrieges in Europa: In Berlin wird der Antikominternpakt zwischen dem Deutschen Reich und dem Japanischen Kaiserreich unterzeichnet.
- 1941: Das britische Schlachtschiff HMS Barham wird vom deutschen U-Boot U 331 im Mittelmeer versenkt, wobei 862 Seeleute sterben.

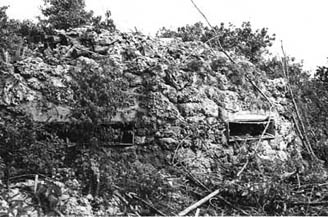
1944: Japanischer Bunker auf Peleliu

- 1944: Die Schlacht um Peleliu während des Zweiten Weltkriegs endet mit der Einnahme der Insel durch die Amerikaner unter schweren eigenen Verlusten. Von den rund 10.000 japanischen Verteidigern überleben nur rund 150.
- 1944: Das brasilianische Expeditionskorps Força Expedicionária Brasileira in den Reihen der Alliierten im Zweiten Weltkrieg eröffnet mit einem Angriff auf Stellungen der Wehrmacht bei Bologna die Schlacht von Monte Castello.
- 1945: Die ÖVP unter Leopold Figl gewinnt bei der ersten demokratischen Nationalratswahl in Österreich nach dem Zweiten Weltkrieg die absolute Mehrheit.
- 1947: Mit der Zustimmung zum Statut von Westminster (1931) durch das Parlament erhält Neuseeland durch den Statute of Westminster Adoption Act 1947 die völlige gesetzgeberische Unabhängigkeit von Großbritannien und wird damit auch Mitglied im Commonwealth of Nations.
- 1956: Fidel Castro und Ernesto Che Guevara verlassen Mexiko mit 81 Revolutionären der Movimiento 26 de Julio auf der Motoryacht Granma mit dem Ziel Kuba, wo sie am 2. Dezember ankommen.
- 1960: Die drei Schwestern Mirabal werden in der Dominikanischen Republik vom militärischen Geheimdienst ermordet.
- 1961: Willy Brandt wird zum Kanzlerkandidaten der SPD gewählt.

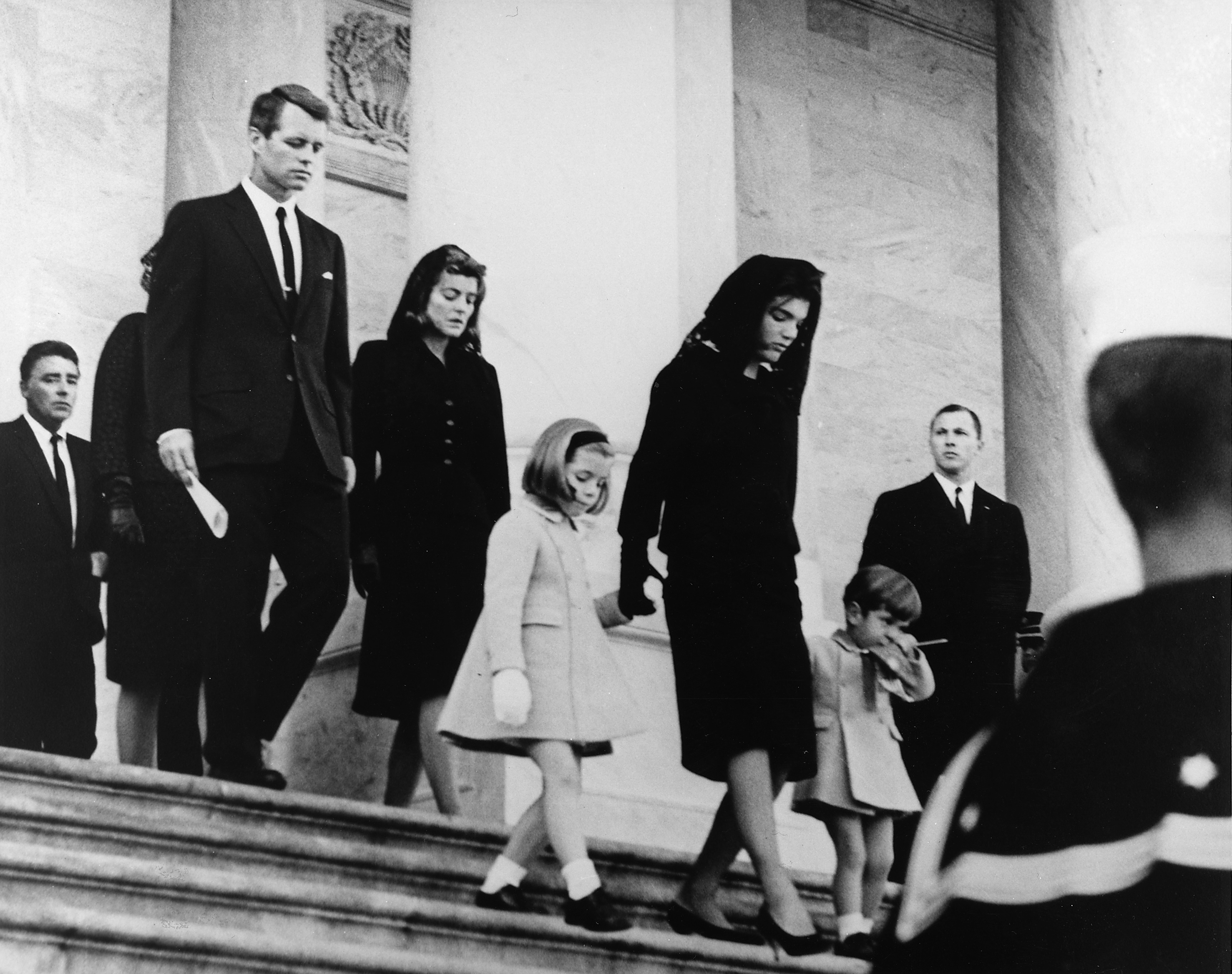
1963: John F. Kennedys Familie während der Beerdigung

- 1963: An der Trauerfeier für den am 22. November ermordeten John F. Kennedy auf dem Nationalfriedhof Arlington nehmen nach einer Schätzung der New York Times eine Million Menschen teil.
- 1964: Die DDR teilt mit, dass sie ab 1. Dezember von Besuchern aus dem Nichtsozialistischen Wirtschaftsgebiet einen Mindestumtausch frei konvertierbarer Währungen gegen heimische Mark der Deutschen Notenbank verlangen werde. Rentner und Kinder bleiben vom Zwangsumtausch ausgenommen.
- 1970: Der Schriftsteller Mishima Yukio dringt mit Mitgliedern seiner Privatarmee Tatenokai ins Hauptquartier der japanischen Selbstverteidigungsstreitkräfte ein, nimmt den Kommandanten als Geisel und ruft die Soldaten zur Besetzung des Parlaments auf. Als der versuchte Staatsstreich fehlschlägt, begeht er zusammen mit einem seiner Anhänger Seppuku.
- 1973: Der Chef der Militärdiktatur in Griechenland, Georgios Papadopoulos, wird durch einen Militärputsch gestürzt und durch General Phaidon Gizikis ersetzt.
- 1975: Bei Richtungskämpfen in der Folge der Nelkenrevolution in Portugal entmachtet General António Ramalho Eanes die Fraktion um Hauptmann Otelo Saraiva de Carvalho im Movimento das Forças Armadas.

1975: Flagge Surinames

- 1975: Suriname erlangt seine Unabhängigkeit von den Niederlanden, mit neuer Flagge. Der bisherige Gouverneur Johan Ferrier wird erster Staatspräsident.

1975: An der Operation Condor teilnehmende Staaten.

- 1975: Die Geheimdienste der südamerikanischen Diktaturen Argentinien, Bolivien, Brasilien, Chile, Paraguay und Uruguay beschließen die grenzübergreifende Operation Condor mit dem Ziel, linke politische und oppositionelle Kräfte weltweit zu verfolgen. CIA und FBI unterstützen die Operation logistisch und Frankreich stellt erprobte Unterdrückungsmechanismen zur Verfügung.
- 1980: In Obervolta stürzt Saye Zerbo in einem unblutigen Militärputsch Präsident Sangoulé Lamizana und beendet damit dessen Demokratisierungsbemühungen.
- 1986: US-Justizminister Edwin Meese gibt offiziell die Verwicklungen hoher Beamter des Nationalen Sicherheitsrates in die Iran-Contra-Affäre bekannt. John Poindexter tritt als US-Sicherheitsberater zurück.
- 1988: Rita Süssmuth wird als Nachfolgerin von Philipp Jenninger zur deutschen Bundestagspräsidentin gewählt.
- 1990: Im ersten Wahlgang der ersten freien Präsidentenwahl in Polen erreicht der polnisch-kanadische Geschäftsmann Stanisław Tymiński überraschend den zweiten Platz hinter Lech Wałęsa und damit die Stichwahl.
- 1992: Das tschechoslowakische Parlament billigt die Auflösung der Tschechoslowakei zum 1. Januar 1993 in die Staaten Tschechien und Slowakei.
- 2001: Bei einer Revolte inhaftierter Taliban-Kämpfer in der Stadt Masar-i-Scharif werden 600 Menschen getötet.
- 2002: Als Maßnahme nach den Terroranschlägen am 11. September 2001 wird in den Vereinigten Staaten das Ministerium für Innere Sicherheit der Vereinigten Staaten gegründet. Es entwickelt sich zur drittgrößten Bundesbehörde der USA.
- 2005: Die deutsche Archäologin Susanne Osthoff wird im Irak entführt. Ihre Freilassung erfolgt am 18. Dezember.

### Wirtschaft
- 1973: Das erste Sonntagsfahrverbot für den Individualverkehr in Deutschland und in der Schweiz soll die Auswirkungen der ersten Ölkrise lindern helfen.
- 1986: Der King Fahd Causeway wird eröffnet. Die kombinierte Brücken- und Dammverbindung verbindet auf einer Länge von 26 Kilometern Saudi-Arabien mit dem im Persischen Golf gelegenen Inselstaat Bahrain.

### Wissenschaft und Technik

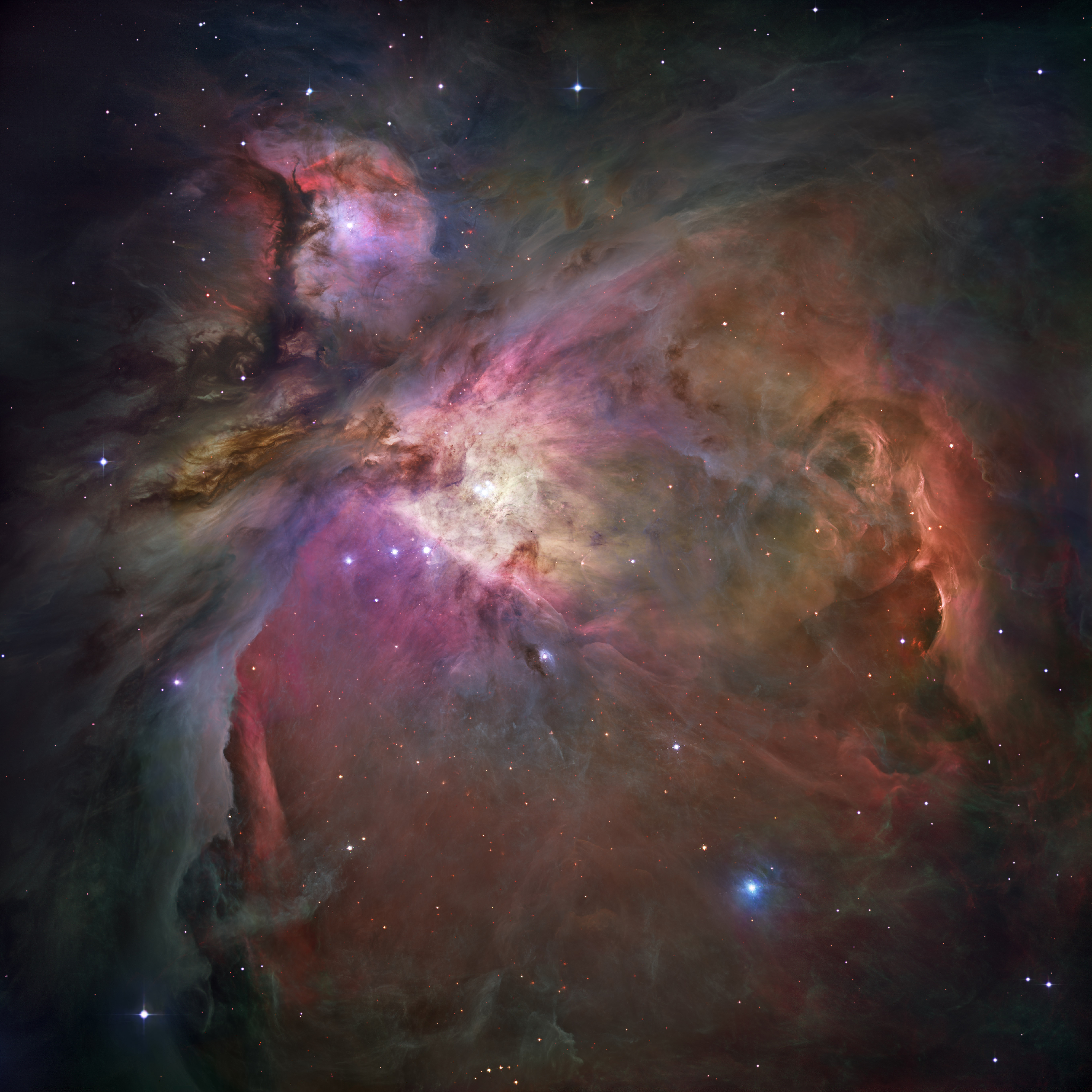
1610: Orionnebel

- 1610: Nicolas-Claude Fabri de Peiresc entdeckt den Orionnebel.
- 1898: Der deutschen Valdivia-Expedition zur Tiefsee-Erforschung gelingt die Wiederentdeckung der Bouvetinsel.
- 1915: Albert Einstein stellt seine Allgemeine Relativitätstheorie bei der Preußischen Akademie der Wissenschaften vor.
- 1940: Das britische Mehrzweckflugzeug de Havilland DH.98 Mosquito wird im Erstflug erprobt.
- 1940: Der Mittelstreckenbomber Martin B-26 hebt in den USA zu seinem Erstflug ab.
- 1993: Das LWL-Römermuseum in Haltern am See wird direkt am Römerlager eröffnet.

### Kultur

#### Architektur und Bildende Kunst
- 1920: Der Maler Paul Klee wird von Walter Gropius zunächst als Formmeister an das Bauhaus in Weimar berufen.

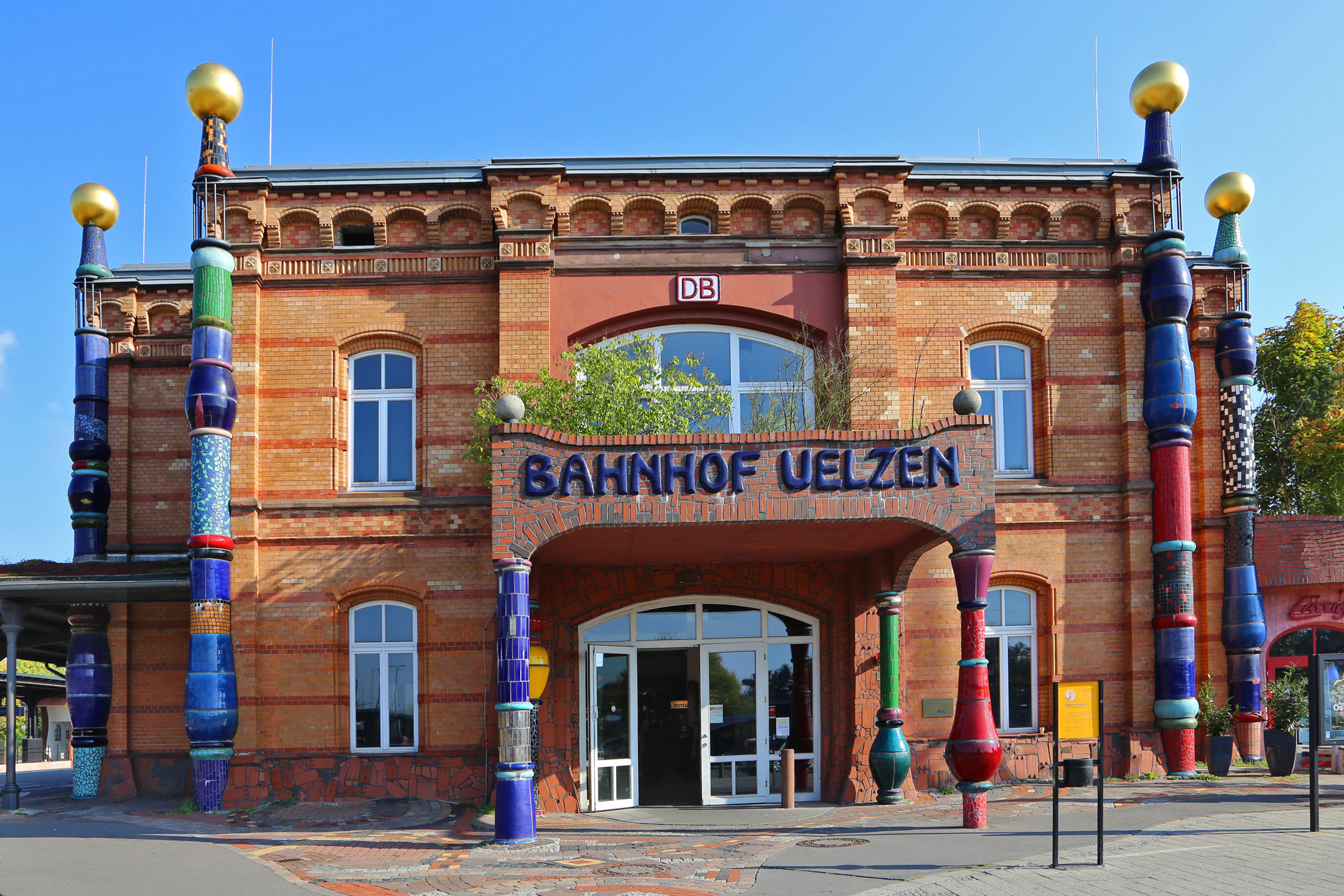
2000: Frontansicht des Hundertwasser-Bahnhofs

- 2000: Der vom Wiener Künstler Friedensreich Hundertwasser gestaltete Bahnhof in Uelzen wird eröffnet.
- 2003: Die am 27. Januar erschienene Scharon-Karikatur von Dave Brown wird von der britischen Political Cartoon Society als Political Cartoon of the Year  ausgezeichnet.

#### Film und Fotografie
- 1940: Woody Woodpecker erscheint erstmals in dem Zeichentrickfilm Knock Knock, in dem er noch eine Nebenfigur spielt.
- 2005: Im Münchner Stadtmuseum wird eine Ausstellung zum Werk Thomas Höpkers eröffnet, in der erstmals das Foto Blick von Williamsburg, Brooklyn, auf Manhattan, 11. September 2001 gezeigt wird.

#### Musik und Theater
- 1722: Am Theater am Gänsemarkt in Hamburg erfolgt die Uraufführung der Oper Die betrogene und nachmals vergötterte Ariadne von Reinhard Keiser.
- 1731: Die Choralkantate Wachet auf, ruft uns die Stimme von Johann Sebastian Bach, basierend auf dem bekannten gleichnamigen Choral von Philipp Nicolai aus dem Jahre 1599, wird uraufgeführt.
- 1766: In Leipzig findet die Uraufführung der romantischen und komischen Oper Lisuart und Dariolette oder Die Frage und die Antwort von Johann Adam Hiller statt.
- 1847: Martha oder Der Markt zu Richmond, eine romantisch-komische Oper in 4 Akten von Friedrich von Flotow und Friedrich Wilhelm Riese, wird im Theater an der Wien in Wien uraufgeführt.
- 1881: Im Wiener Theater an der Wien wird Johann Strauss’ Operette Der lustige Krieg uraufgeführt. Das Libretto stammt von dem bewährten Gespann F. Zell und Richard Genée.
- 1952: Im Ambassadors Theatre in London findet die Uraufführung des Bühnenstücks Die Mausefalle (orig. The Mousetrap) von Agatha Christie statt, das in der Folge zum längstlaufenden Bühnenstück der Welt werden wird.
- 1976: The Band gibt ihr 5-stündiges Abschiedskonzert, das von Martin Scorsese unter dem Titel The Last Waltz verfilmt wird und als das Ende einer musikalischen Epoche gesehen wird.
- 1984: Auf Initiative von Bob Geldof und Midge Ure nimmt in London Band Aid Do They Know It’s Christmas? auf, um Geld gegen die Hungersnot in Äthiopien zu sammeln.

### Gesellschaft
- 1615: In der Kathedrale von Bordeaux heiratet König Philipp IV. von Spanien, der als Philipp III. zugleich Portugal regiert, die französische Prinzessin Élisabeth de Bourbon.

### Religion
- 0858: Die Synode von Quierzy bekräftigt in einem Schreiben an den ostfränkischen Herrscher Ludwig den Deutschen die loyale Haltung der Bischöfe zum westfränkischen König Karl dem Kahlen.
- 1185: Urban III. wird in Verona als Nachfolger des am gleichen Tage verstorbenen Papst Lucius III. gewählt, sein Amt als Erzbischof von Mailand behält er gleichwohl bei.
- 1277: Das Pontifikat von Papst Nikolaus III. beginnt; er folgt auf Papst Johannes XXI.

### Katastrophen
- 1120: Beim Untergang des Weißen Schiffs vor Barfleur in der Normandie kommen Englands Kronprinz William Ætheling und rund 300 weitere Menschen, zumeist Angehörige des anglonormannischen Hochadels, ums Leben.
- 1343: Ein durch ein Erdbeben ausgelöster Tsunami verwüstet Amalfi und andere Küstenorte am Tyrrhenischen Meer.
- 1839: Über Indien tobt ein Zyklon, der Flutwellen mitbringt. Das Desaster fordert geschätzt 300.000 Tote. Die Hafenstadt Coringa wird total zerstört und hinterher nicht mehr aufgebaut.
- 2005: Innerhalb von 24 Stunden fallen im Münsterland 30 bis 50 Zentimeter Schnee, woraufhin viele Strommasten unter den Schneelasten umknicken. 250.000 Menschen sind ein bis mehrere Tage ohne Strom.
- 2009: Starkregen verursacht innerhalb von vier Stunden Überschwemmungen in Dschidda, bei denen mehr als 100 Menschen sterben. Die Überflutungen geschehen zur Zeit des Haddsch, als sich viele Pilger in der saudi-arabischen Stadt aufhalten.

Kleinere Unglücksfälle sind in den Unterartikeln von Katastrophe und in der Liste von Katastrophen aufgeführt.

### Natur und Umwelt
- 1885: In der Provinz Alberta wird mit dem Banff-Nationalpark das erste derartige Schutzgebiet in Kanada gegründet.

### Sport
- 1953: Die englische Fußballnationalmannschaft verliert erstmals ein Heimspiel gegen eine kontinentaleuropäische Mannschaft. Ungarn fügt den Engländern im Wembley-Stadion eine 3:6-Niederlage zu.
- 1983: Der US-amerikanische Boxer Larry Holmes verteidigt seinen Weltmeistertitel im Schwergewicht gegen Marvis Frazier im Caesars Palace, Las Vegas, durch Technischen K. o. in der ersten Runde.
- 2012: Der deutsche Formel-1-Fahrer Sebastian Vettel wird zum dritten Mal in Folge Weltmeister.

Einträge von Leichtathletik-Weltrekorden befinden sich unter der jeweiligen Disziplin unter Leichtathletik.

## Geboren

### Vor dem 17. Jahrhundert
- 0902: Liao Taizong, Kaiser der Liao-Dynastie im Norden des heutigen Chinas
- 1253: Katharina, englische Prinzessin
- 1386: Elisabeth Achler, deutsche Ordensschwester und Mystikerin
- 1454: Caterina Cornaro, Königin von Zypern
- 1481: Melchior Pfintzing, deutscher Geistlicher, Mitglied des Hofstaats von Kaiser Maximilian I.
- 1491: Martin Cleß, deutscher Theologe und Reformator
- 1535: Anna Neumann von Wasserleonburg, eine der reichsten und mächtigsten Frauen Innerösterreichs
- 1547: Samuel Fischer, deutscher Theologe
- 1562: Lope de Vega, spanischer Dichter
- 1569: Friedrich Kettler, Herzog von Kurland
- 1572: Daniel Sennert, deutscher Arzt
- 1588: Johann Affelmann, deutscher Theologe
- 1595: Tarquinio Merula, italienischer Komponist und Organist
- 1595: Johann Praetorius, deutscher Komponist und Organist
- 1595: Johann Konrad Varnbüler, württembergischer Diplomat

### 17. und 18. Jahrhundert
- 1607: Andreas Heinrich Bucholtz, deutscher Theologe
- 1607: Christoph Joachim Bucholtz, deutscher Rechtswissenschaftler und Hochschullehrer, Bürgermeister von Hameln
- 1607: Kanō Naonobu, japanischer Maler
- 1628: Andreas Concius, deutscher Mathematiker
- 1638: Katharina von Braganza, Ehefrau des englischen Königs Karl II.
- 1658: Andreas Austen, deutscher Theologe, Gräzist und Orientalist
- 1663: Jean Frédéric Ostervald, Schweizer Theologe
- 1666: Giuseppe Giovanni Guarneri, italienischer Geigenbauer
- 1680: Katharina von Altenbockum, Mätresse Augusts des Starken
- 1696: Georg von Pfronten-Kreuzegg, bayerischer Kapuzinermönch
- 1697: Maria Karolina Sobieska, polnische Prinzessin, Herzogin von Bouillon
- 1697: Gerhard Tersteegen, deutscher Theologe, Prediger und Dichter von Kirchenliedern
- 1712: Charles-Michel de l’Epée, französischer Pädagoge, Gründer der weltweit ersten Schule für Taube
- 1728: Johann August Urlsperger, deutscher Theologe
- 1738: Thomas Abbt, deutscher Schriftsteller und Philosoph
- 1739: Philipp Matthäus Hahn, deutscher Pfarrer und Ingenieur
- 1743: William Henry, britischer Prinz, Herzog von Gloucester und Edinburgh
- 1744: Felix de Silva Avellar Brotero, portugiesischer Botaniker
- 1752: Johann Friedrich Reichardt, deutscher Komponist und Musikschriftsteller
- 1754: Heinrich Sander, deutscher Lehrer und Schriftsteller
- 1758: John Armstrong junior, US-amerikanischer Offizier und Politiker, Mitglied des Kontinentalkongresses, Senator, Kriegsminister
- 1758: Ludwig Philipp Aschoff, deutscher Apotheker
- 1759: Rudolf Rebmann, Schweizer Landwirt und Politiker, Regierungsrat
- 1760: Antal Amadé de Várkonyi, ungarischer Adliger
- 1763: Germain-Jean Drouais, französischer Maler
- 1766: Johann Ferdinand Feige der Jüngere, deutscher Bildhauer
- 1776ː Johanne Juliane Schubert, deutsche Weberin und Volksdichterin aus dem heutigen Niederschlesien
- 1787: Franz Xaver Gruber, österreichischer Organist

### 19. Jahrhundert

#### 1801–1850

Jenny Hirsch (* 1829)

- 1809: Adolph E. Borie, US-amerikanischer Diplomat und Politiker, Marineminister
- 1814: Julius Robert von Mayer, deutscher Arzt und Physiker
- 1826ː Adele Elise Allram, österreichische Schauspielerin
- 1829: Jenny Hirsch, deutsche  Übersetzerin, Schriftstellerin und Frauenrechtlerin
- 1835: Andrew Carnegie, US-amerikanischer Unternehmer und Philanthrop
- 1837: Carl Abel, deutscher Linguist
- 1838: Elisabeth Bürstenbinder, deutsche Schriftstellerin
- 1841: Ernst Schröder, deutscher Mathematiker und Logiker
- 1842: Carl Aldenhoven, deutscher Kunsthistoriker
- 1844: Carl Benz, deutscher Ingenieur und Automobilpionier
- 1845: José Maria Eça de Queiroz, portugiesischer Schriftsteller
- 1847: Philipp Biedert, deutscher Kinderarzt und Hochschullehrer
- 1848: Jacques Normand, französischer Schriftsteller
- 1850: Eduard Sievers, deutscher Germanist

#### 1851–1900
- 1851: Georg Andrä, deutscher Rittergutsbesitzer, Geheimer Ökonomierat und Politiker, MdL
- 1852: Paul Hillemacher, französischer Komponist und Pianist
- 1853: Maria Benedita Bormann, brasilianische Schriftstellerin und Journalistin
- 1855: Katharina von Escherich, österreichische Komponistin
- 1856: Sergei Iwanowitsch Tanejew, russischer Komponist
- 1857: Eduard Burlage, deutscher Jurist und Politiker, MdL, MdR, Reichsgerichtsrat, Mitglied der Weimarer Nationalversammlung
- 1858: Léon Serpollet, französischer Unternehmer und Automobilpionier
- 1857: Frederick Haultain, kanadischer Politiker und Richter, Premierminister der Nordwest-Territorien
- 1862: Gaston Frommel, französisch-schweizerischer Geistlicher und Hochschullehrer
- 1865: Kate Gleason, US-amerikanische Ingenieurin und Erfinderin des Fertighauses
- 1866: Franjo Bučar, kroatischer Schriftsteller und Sportfunktionär, Gründer und erster Präsident des Jugoslawischen Olympischen Komitees
- 1866: Rudolf Moos, deutscher Unternehmer
- 1868: Ernst Ludwig, Großherzog von Hessen-Darmstadt
- 1868: Alfred C. Stürken, deutscher Kaufmann und Mitglied der Hamburgischen Bürgerschaft
- 1869: Herbert Greenfield, kanadischer Politiker, Premierminister von Alberta
- 1870: Maurice Denis, französischer Maler des Symbolismus
- 1871: Jelena Nikandrowna Klokatschowa, russische bzw. sowjetische Malerin
- 1871: Wilhelm Wetlesen, norwegischer Maler und Illustrator
- 1872: Robert de Flers, französischer Dramatiker und Journalist
- 1873: Myers Y. Cooper, US-amerikanischer Politiker, Gouverneur von Ohio
- 1873: Leo Katzenberger, deutscher Geschäftsmann jüdischer Herkunft, Opfer eines NS-Justizmordes

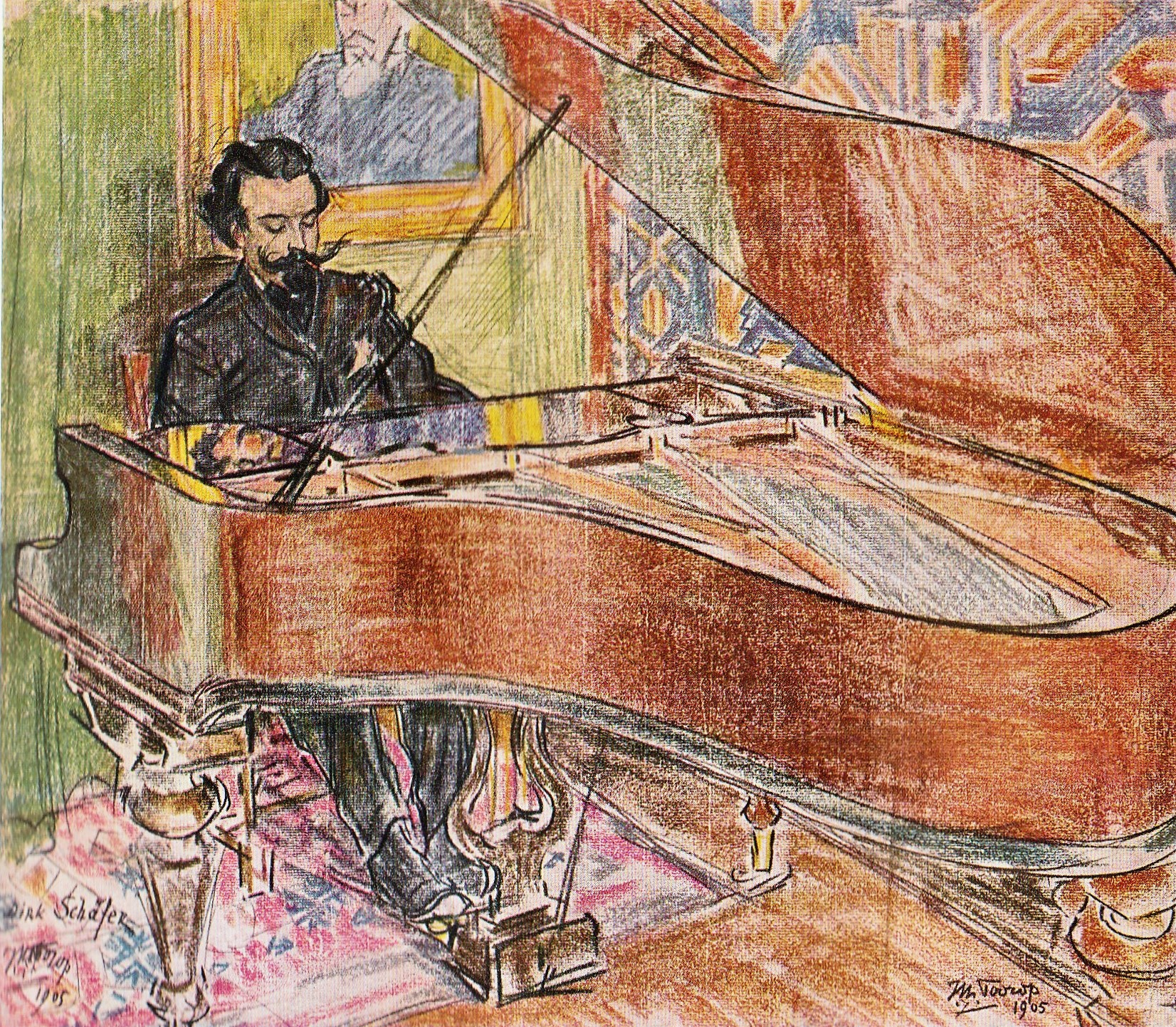
Dirk Schäfer (* 1873)

- 1873: Dirk Schäfer, niederländischer Pianist und Komponist
- 1876: Joseph Anton Schneiderfranken, deutscher Schriftsteller und Maler
- 1877: Richard Aßmann, deutscher Schauspieler
- 1878: Georg Kaiser, deutscher Dramatiker
- 1879: August Kirch, deutscher Politiker
- 1879: Maurice Vignerot, französischer Krocketspieler
- 1881: Peder Gram, dänischer Komponist
- 1881: Johannes XXIII., italienischer Geistlicher, Patriarch von Venedig, Papst
- 1882: Herbert Assmann, deutscher Internist und Hochschullehrer
- 1883: Franz Aenderl, deutscher Politiker, MdL
- 1883: Diego Martínez Barrio, spanischer Politiker, Minister- und Staatspräsident
- 1887: Paul Amstutz, Schweizer Staatsbeamter
- 1888: Jan Böhm, tschechoslowakischer Rosenzüchter
- 1889: Karl Schubert, österreichischer Heil- und Waldorfpädagoge
- 1892: Otto Harder, deutscher Fußballspieler
- 1892: Honoré Vaillancourt, kanadischer Sänger (Bariton)
- 1893: Max de Pourtalès, französischer Automobilrennfahrer
- 1894: Håkon Ellingsen, norwegischer Ruderer
- 1894: Paul Pratt, kanadischer Komponist, Klarinettist, Dirigent und Musikpädagoge
- 1895: Wilhelm Kempff, deutscher Pianist und Komponist
- 1895: Anastas Mikojan, sowjetischer Politiker armenischer Herkunft, mehrfacher Minister, stellvertretender Regierungschef, Staatsoberhaupt
- 1896: Virgil Thomson, US-amerikanischer Komponist
- 1899: Fouad Ammoun, libanesischer Jurist und Diplomat
- 1900: Sonya Noskowiak, deutsch-amerikanische Fotografin

### 20. Jahrhundert

#### 1901–1925

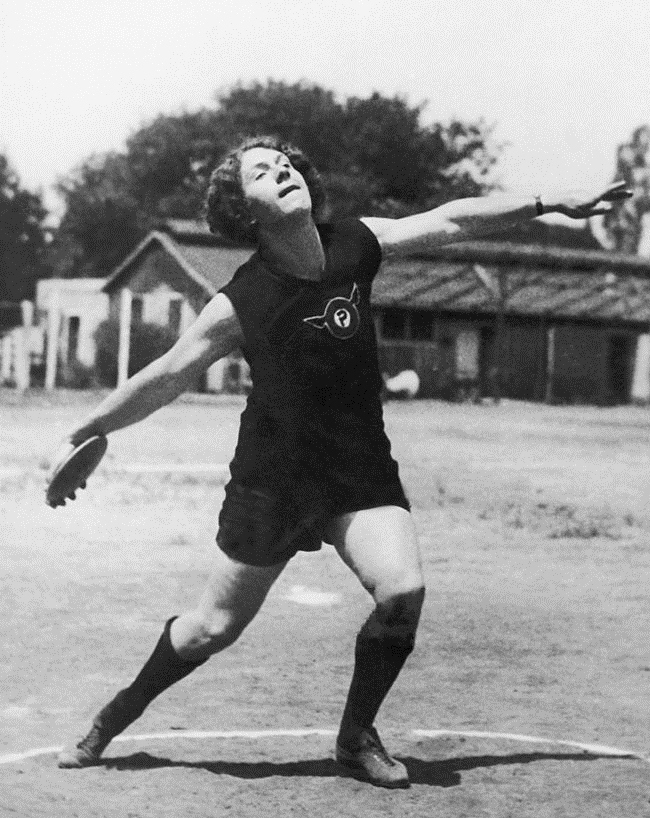
Lillian Copeland (* 1904)

- 1901: Rudolf Höß, deutscher SS-Offizier, Kommandant des Konzentrationslagers Auschwitz, Kriegsverbrecher
- 1901: Adele Kern, deutsche Opern- und Operettensängerin (Koloratursopran)
- 1901: Arthur Liebehenschel, deutscher SS-Offizier, Kommandant der Konzentrationslager Auschwitz und Majdanek, Kriegsverbrecher
- 1901: Tibor Serly, ungarischer Komponist
- 1904: Lillian Copeland, US-amerikanische Leichtathletin
- 1904: Ba Jin, chinesischer Schriftsteller
- 1904: Toni Ortelli, italienischer Alpinist, Dirigent und Komponist
- 1906: Heinz Autenrieth, deutscher Jurist
- 1906: Karl Waldbrunner, österreichischer Politiker, Abgeordneter zum Nationalrat, Bundesminister, Nationalratspräsident
- 1907: Johnny Hindmarsh, britischer Automobilrennfahrer und Pilot
- 1908: Eduard Roschmann, österreichischer SS-Angehöriger, Kriegsverbrecher („Schlächter von Riga“)
- 1910: Hanna Lachertowa, polnische Pianistin und Musikpädagogin
- 1911: Kurt Lütgen, deutscher Schriftsteller
- 1911: Robert Trösch, Schweizer Schauspieler und Regisseur
- 1912: Francis Durbridge, britischer Kriminalschriftsteller
- 1912: Gerhard Frank, deutscher Rabbiner
- 1913: Jack Davies, britischer Drehbuch- und Buchautor
- 1913: Petro Marko, albanischer Schriftsteller
- 1914: Eddie Boyd, US-amerikanischer Bluesmusiker
- 1914: Joe DiMaggio, US-amerikanischer Baseballspieler
- 1915: Karl Horejs, österreichischer Politiker und Buchdrucker

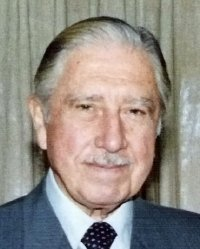
Augusto Pinochet (* 1915)

- 1915: Augusto Pinochet, chilenischer General und Diktator
- 1916: Saul Benjamin Robinsohn, deutscher Pädagoge
- 1916ː Anne Torcapel, Schweizer Architektin
- 1917: Asmahan, syrisch-drusische Sängerin und Schauspielerin
- 1917: Jean-Pierre Dautel, französischer Dirigent und Komponist
- 1917: Luigi Poggi, italienischer Geistlicher, Titularerzbischof von Forontoniana, vatikanischer Diplomat, Kurienkardinal
- 1918: Giuseppe Grezar, italienischer Fußballspieler
- 1918: Kurt Wafner, deutscher Lektor, Autor und Antimilitarist
- 1919: Øistein Sommerfeldt, norwegischer Komponist, Pianist, Musikkritiker und Schriftsteller
- 1919: Norman Tokar, US-amerikanischer Filmregisseur und Schauspieler
- 1920: Ricardo Montalbán, mexikanischer Schauspieler
- 1920: Noel Neill, US-amerikanische Schauspielerin
- 1920: Hilde Sicks, deutsche Volksschauspielerin
- 1921: Vladimír Černušák, slowakischer Sportfunktionär, erster Präsident des Slowakischen Olympischen Komitees
- 1921: Gottfried Sälzler, deutscher Fußballspieler und Sportfunktionär
- 1922: Bob Holbert, US-amerikanischer Unternehmer und Automobilrennfahrer
- 1922: Ilja Hurník, tschechischer Komponist
- 1922: René Schérer, französischer Philosoph
- 1923: Mauno Koivisto, finnischer Politiker, Staatspräsident
- 1924: Pablo Armitano, venezolanischer Trompeter, Militärkapellmeister und Musikpädagoge
- 1924: Paul Desmond, US-amerikanischer Musiker
- 1924: Henny Brenner, deutsch-jüdische Zwangsarbeiterin und Autorin
- 1924: Ante Marković, jugoslawischer Politiker, Ministerpräsident
- 1924: Yoshimoto Takaaki, japanischer Lyriker, Literaturkritiker und Philosoph
- 1925: María Asquerino, spanische Schauspielerin
- 1925: Jocelyn Vollmar, US-amerikanische Ballerina

#### 1926–1950
- 1926: Poul Anderson, US-amerikanischer Schriftsteller
- 1926: Jeffrey Hunter, US-amerikanischer Schauspieler
- 1927: Werner Biel, deutscher Ruderer
- 1928: Giuseppe Agostino, italienischer Geistlicher, Erzbischof von Crotone-Santa Severina und Cosenza-Bisignano

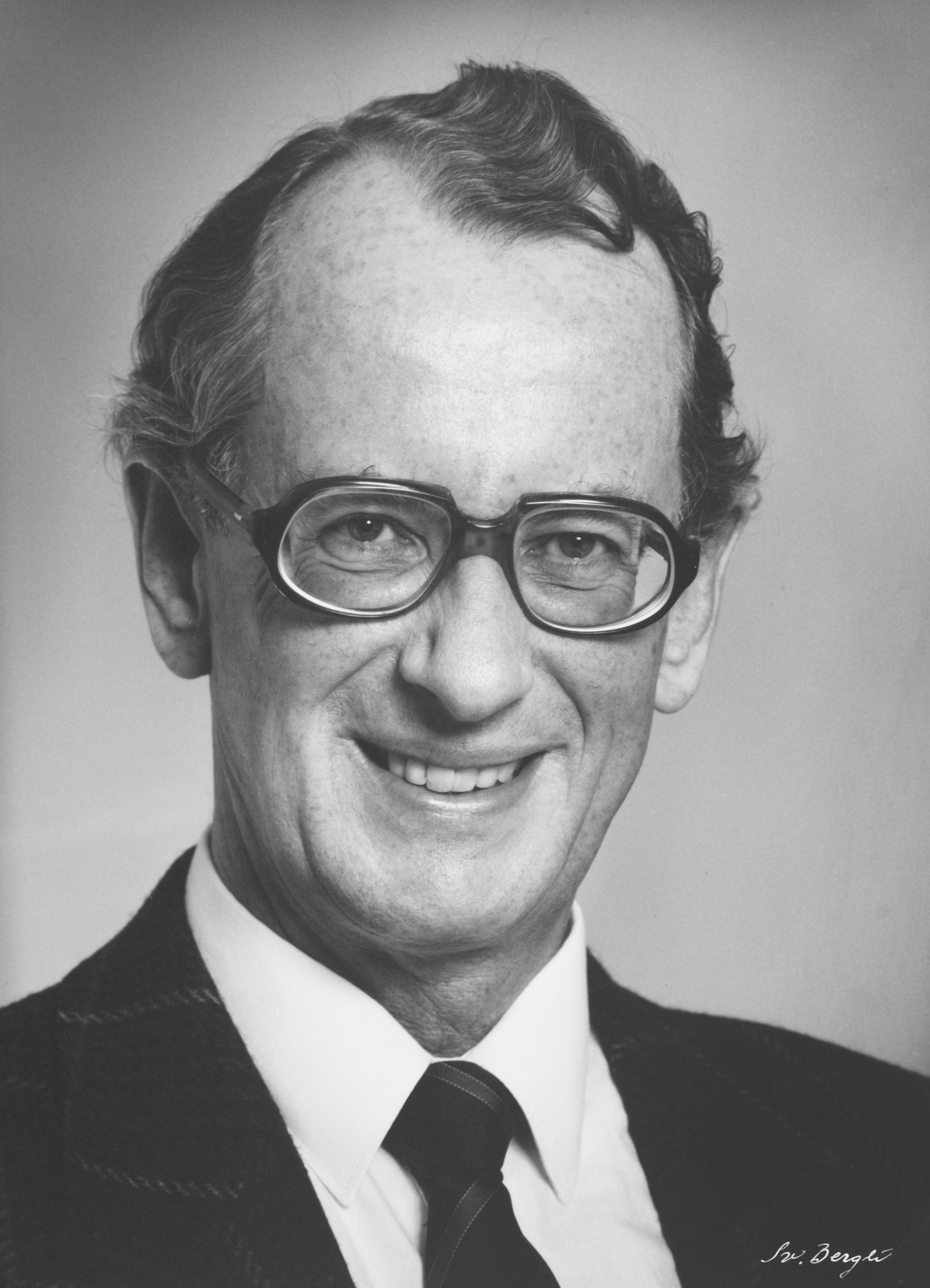
Jan P. Syse (* 1930)

- 1930: Brian Herbinson, kanadischer Vielseitigkeitsreiter
- 1930: Jan P. Syse, norwegischer Politiker, Minister, Ministerpräsident
- 1931: Nat Adderley, US-amerikanischer Musiker
- 1933: Alan Arnell, englischer Fußballspieler
- 1933: Kathryn Grant, US-amerikanische Schauspielerin
- 1933: Augie Pabst, US-amerikanischer Automobilrennfahrer
- 1933: George Riashi, libanesischer Geistlicher, Bischof der Eparchie Erzengel Sankt Michael in Sydney, Erzbischof von Tripoli
- 1933: Jean Vinatier, französischer Automobilrennfahrer
- 1933: Erich Zakowski, deutscher Unternehmer, Gründer des Motorsportteams Zakspeed
- 1934: Joachim Adamietz, deutscher Altphilologe
- 1934: Herrmann Zschoche, deutscher Filmregisseur
- 1935: Ana Lucía Frega, argentinische Musikpädagogin
- 1935: Dietrich Grille, deutscher Politikwissenschaftler und Historiker
- 1935: Joseph Zoderer, österreichisch-italienischer Schriftsteller
- 1936: Trisha Brown, US-amerikanische Choreographin und Tänzerin
- 1936: Gisela Henning, deutsche Leichtathletin
- 1936: Stephen Raskovy, australischer Ringer
- 1937: Kazimieras Antanavičius, litauischer Ökonom und Politiker
- 1937: Gerhard Sperling, deutscher Leichtathlet
- 1938: Hans Brenner, deutscher Schauspieler
- 1939: Niní Cáffaro, dominikanischer Sänger
- 1940: Reinhard Furrer, deutscher Wissenschaftsastronaut und Pilot
- 1940: Jan Jongbloed, niederländischer Fußballspieler
- 1940: María Teresa Luengo, argentinische Komponistin und Musikpädagogin
- 1940: Percy Sledge, US-amerikanischer Rhythm-and-Blues- und Soul-Sänger
- 1942: Bob Lind, US-amerikanischer Sänger
- 1942: Rosa von Praunheim, deutscher Regisseur
- 1943: Dante M. Caputo, argentinischer Politiker, Minister, Präsident der UN-Generalversammlung
- 1943: Jerry Portnoy, US-amerikanischer Blues-Musiker
- 1944: Barbara Ambrosius, deutsche Juristin
- 1944: Maarten ’t Hart, niederländischer Schriftsteller
- 1945: Dominique Bastien, US-amerikanischer Unternehmer und Automobilrennfahrer
- 1945: Apichart Sukhagganond, thailändischer Jurist
- 1945: Kent Roland Karlsson, schwedischer Fußballspieler und -trainer
- 1945: Pierre Siegenthaler, Schweizer Schauspieler und Sprecher
- 1946: Atiku Abubakar, nigerianischer Unternehmer und Politiker, Vizepräsident
- 1946: Werner Andres, deutscher Maschinenbauingenieur und Hochschullehrer
- 1947: Silvia Annichiarico, italienische Sängerin, Schauspielerin und Radiomoderatorin
- 1947: Stéphane Courtois, französischer Historiker
- 1947: Val Fuentes, US-amerikanischer Musiker
- 1948: Catana Pérez de Cuello, dominikanische Pianistin und Musikpädagogin
- 1948: Wolfgang Templin, deutscher Publizist, Bürgerrechtler in der DDR
- 1949: Herbert Junck, deutscher Schlagzeuger
- 1949: Christel Humme, deutsche Politikerin, MdB
- 1950: Jocelyn Brown, US-amerikanische Sängerin
- 1950: Eckhard Cordes, deutscher Manager

#### 1951–1975
- 1951: Johnny Rep, niederländischer Fußballspieler und -trainer
- 1952: Daniel Adwok, sudanesischer Geistlicher, Titularbischof von Moxori, Weihbischof in Khartum
- 1952: Stanisław Krupowicz, polnischer Komponist und Musikpädagoge
- 1952: Filippo Leutenegger, Schweizer Politiker
- 1953: Marianne Beese, deutsche Schriftstellerin
- 1953: Herbert Breiteneder, österreichischer Automobilrennfahrer
- 1953: Wolfgang Stolz, deutscher Handballspieler
- 1955: Erwin Grosche, deutscher Kabarettist
- 1955: Connie Palmen, niederländische Schriftstellerin
- 1956: Gabriel Aeppli, schweizerisch-US-amerikanischer Festkörperphysiker
- 1957: Ursula Andermatt, Schweizer Schauspielerin
- 1957: Robert L. Ehrlich, US-amerikanischer Jurist und Politiker, Mitglied des Repräsentantenhauses, Gouverneur von Maryland
- 1957: Gerold Fischer, deutscher Motorradrennfahrer
- 1957: Frank Hill, deutscher Komponist und Gitarrist
- 1957: Monte Melkonian, US-amerikanischer politischer Aktivist, Terrorist und Freischärler
- 1957: Torsten Müller, deutscher Jazzkontrabassist
- 1957: Manfred Stumpf, deutscher Zeichner, Konzept- und Computerkünstler
- 1958: Olaf Seier, deutscher Fußballspieler
- 1958: Johannes Werner, deutscher Bankmanager und Politiker, MdA
- 1959: Marti Epstein, US-amerikanische Komponistin
- 1959: Steve Rothery, britischer Musiker (Marillion)
- 1960: Robert Dunlop, britischer Motorradrennfahrer
- 1960: Amy Grant, US-amerikanische Sängerin und Liedermacherin
- 1960: John F. Kennedy, Jr., US-amerikanischer Jurist und Verleger, Sohn von John F. Kennedy
- 1961: Matthias Freihof, deutscher Schauspieler und Sprecher
- 1961: Cornel Wachter, deutscher Künstler
- 1963: Kevin Chamberlin, US-amerikanischer Schauspieler

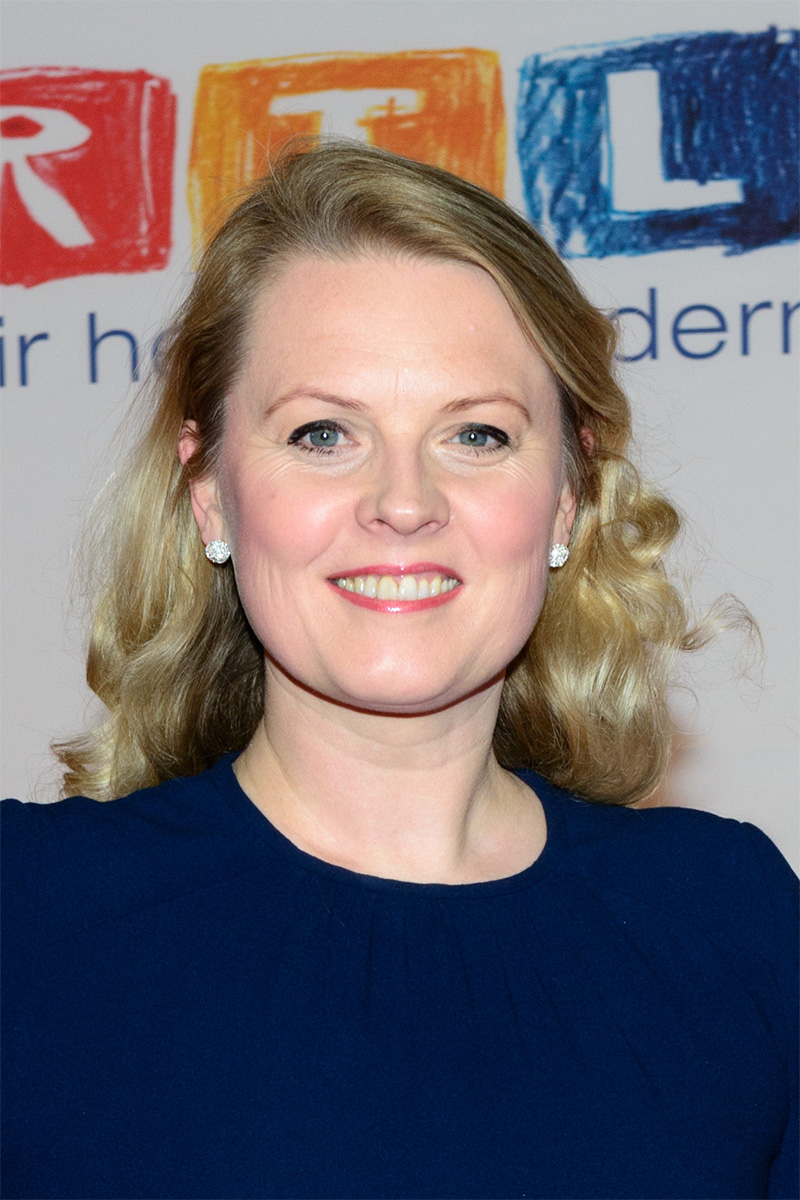
Patricia Kelly (* 1969)

- 1964: Mark Davis, US-amerikanischer Baseballspieler
- 1964: Mark Lanegan, US-amerikanischer Sänger und Songwriter
- 1964: Kim Plofker, US-amerikanische Mathematikhistorikerin
- 1964: Sophie Ryckeboer-Charrier, französische Fußballspielerin
- 1964: Bert van Vlaanderen, niederländischer Langstreckenläufer
- 1965: Timothy Armstrong, US-amerikanischer Musiker
- 1965: Cris Carter, US-amerikanischer American-Football-Spieler
- 1966: Billy Burke, US-amerikanischer Schauspieler
- 1968: Erick Sermon, US-amerikanischer Rapper und Musik-Produzent
- 1969: Patricia Kelly, irisch-US-amerikanische Sängerin, Musikerin und Songwriterin (The Kelly Family)
- 1969: Kim Ofstad, norwegischer Pop-, Rock- und Jazzschlagzeuger
- 1970: John Godson, polnischer Politiker

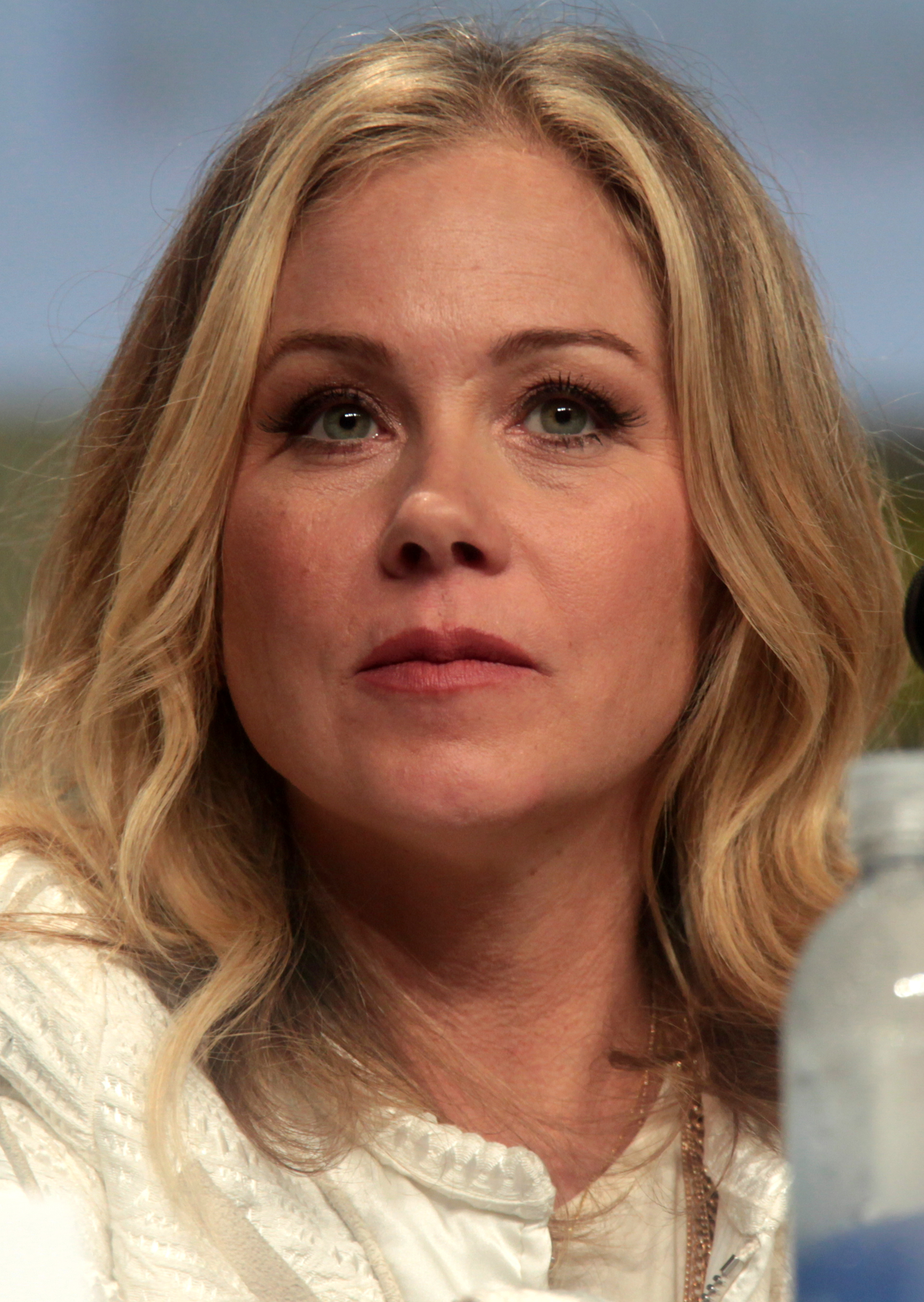
Christina Applegate (* 1971)

- 1971: Christina Applegate, US-amerikanische Schauspielerin
- 1971: Magnus Arvedson, schwedischer Eishockeyspieler und -trainer
- 1971: Dedrick Gobert, US-amerikanischer Schauspieler
- 1971: Michael F. P. Huber, österreichischer Komponist
- 1971: Raphael Rubino, deutscher Schauspieler
- 1972: Johannes Fechner, deutscher Politiker, MdB
- 1972: Kenny Håkansson, schwedischer Rockmusiker
- 1972: Petteri Nummelin, finnischer Eishockeyspieler
- 1973: Roman Sergejewitsch Arkajew, russischer Beachvolleyballspieler
- 1973: Steven de Jongh, niederländischer Radrennfahrer und Radsportfunktionär
- 1973: Stefanie von Pfetten, kanadische Schauspielerin
- 1974: Sandra Boner, Schweizer Fernsehmoderatorin
- 1974: Andreas Korn, deutscher Fernsehmoderator
- 1974: Kenneth Mitchell, kanadischer Schauspieler
- 1974: Kaspar Singer, Schweizer Cellist
- 1975: Abdelkader Benali, niederländischer Schriftsteller

#### 1976–2000
- 1976: Donovan McNabb, US-amerikanischer American-Football-Spieler
- 1977: Nuno Assis, portugiesischer Fußballspieler
- 1977: Guillermo Cañas, argentinischer Tennisspieler
- 1977: MacBeth Sibaya, südafrikanischer Fußballspieler
- 1978: Julien Arruti, französischer Filmschauspieler
- 1978: Ángel Martín García, andorranischer Fußballspieler
- 1978: Sheena Ringo, japanische Musikerin
- 1979: Joel Kinnaman, schwedisch-US-amerikanischer Schauspieler
- 1979: Sandrine Bailly, französische Biathletin

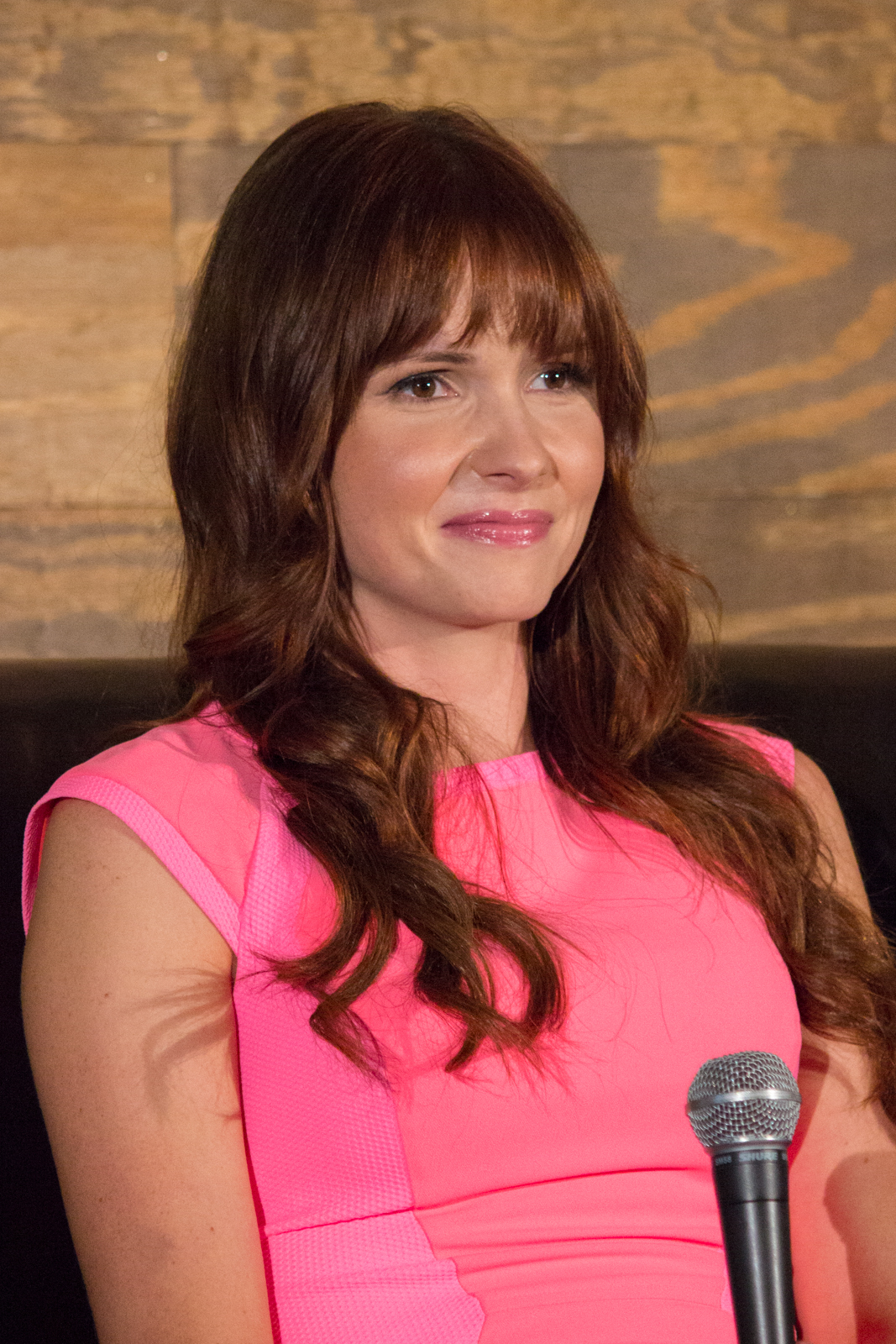
Valerie Azlynn (* 1980)

- 1980: Valerie Azlynn, US-amerikanische Schauspielerin
- 1980: Aaron Mokoena, südafrikanischer Fußballspieler
- 1981: Xabi Alonso, spanischer Fußballspieler
- 1981: Jenna Bush, Tochter von George W. Bush
- 1981: Alexander Gier, deutscher Schauspieler
- 1981: Marc Lerandy, deutsch-französischer Fußballspieler
- 1981: Annika Meier, deutsche Schauspielerin
- 1982: Maximilian Nicu, deutsch-rumänischer Fußballspieler
- 1982: Michael Spatz, deutscher Handballspieler
- 1983: Denis Bajew, russischer Eishockeyspieler
- 1983: Fernando Henrique, brasilianischer Fußballspieler
- 1983: Teppei Takano, japanischer Skispringer
- 1984: Mirka Derlin, deutsche Fußballschiedsrichterin
- 1984: Dennis Schigiol, deutscher Theater- und Fernsehschauspieler
- 1984: Gaspard Ulliel, französischer Schauspieler
- 1985: Marit Malm Frafjord, norwegische Handballspielerin
- 1985: Remona Fransen, niederländische Leichtathletin
- 1985: Arlan, brasilianischer Fußballspieler
- 1985: Robert Weber, österreichischer Handballspieler
- 1986: Katie Cassidy, US-amerikanische Schauspielerin und Sängerin
- 1987: Odil Ahmedov, usbekischer Fußballspieler
- 1987: Julian Bayer, deutscher Schauspieler
- 1987: Dolla, US-amerikanischer Rapper
- 1987: Sergi Moreno, andorranischer Fußballspieler
- 1987: El Arbi Hillel Soudani, algerischer Fußballspieler
- 1990: Alaaeldin Abouelkassem, ägyptischer Fechter
- 1991: Niclas Dombrowski, deutscher Handballspieler
- 1991: Philipp Grubauer, deutscher Eishockeyspieler, Stanley-Cup-Sieger
- 1992: Zack Shada, US-amerikanischer Schauspieler
- 1993: Moritz Zimmer, deutscher Fußballspieler
- 1993: Danny Kent, britischer Motorradrennfahrer
- 1993: Joseph Melgar, peruanischer Leichtathlet
- 1995: Ben O’Connor, australischer Radrennfahrer
- 1999: Maxim Van Gils, belgischer Radrennfahrer
- 1999: Žan Rogelj, slowenischer Fußballspieler
- 2000: Kaja Juvan, slowenische Tennisspielerin

### 21. Jahrhundert
- 2006: Lenoxx Phommara, Schweizer Motorradrennfahrer

## Gestorben

### Vor dem 16. Jahrhundert
- 0630: Basolus von Verzy, Missionar und Heiliger
- 0883: Ansegis, Erzbischof von Sens
- 0996: Hildeward, Bischof von Halberstadt
- 1034: Malcolm II., König von Schottland
- 1085: Johann I. von Breunau, bayerischer Mönch, erster Bischof von Olmütz
- 1120: William Ætheling, anglonormannischer Kronprinz, einziger legitimer Sohn von König Heinrich I.
- 1120: Richard d’Avranches, 2. Earl of Chester
- 1120: Richard FitzRoy, unehelicher Sohn von Heinrich I. von England
- 1120: Geoffrey Ridel, anglonormannischer Richter
- 1170: Rainald II., Graf von Bar
- 1185: Lucius III., Bischof von Ostia, Papst
- 1239: Albrecht IV., Graf von Habsburg
- 1314: Nikolaus, Herr zu Rostock
- 1318: Philipp von Ibelin, Seneschall von Zypern
- 1321: Nicholas Seagrave, 1. Baron Seagrave, englischer Adeliger und Militär
- 1324: Johannes von Thuchem, Bischof von Brandenburg
- 1326: Koreyasu, japanischer Shogun
- 1351: Ulrich Pfefferhard, Bischof von Konstanz
- 1353: Berthold von Buchegg, Bischof von Speyer und Straßburg
- 1355: Amelung von Varendorff, Osnabrücker Ritter, bischöflicher Lehns- und Burgmann zu Iburg
- 1373: Guy de Boulogne, Erzbischof von Lyon, Kardinal
- 1374: Philipp II. von Tarent, Fürst von Tarent und Achaia, Titularkaiser von Konstantinopel
- 1394: Nerio I. Acciaiuoli, Herzog von Athen
- 1400: Jean d’Outremeuse, Lütticher Kleriker und Chronist
- 1418: Henry Beaufort, 2. Earl of Somerset, englischer Adliger
- 1420: Elisabeth Achler, deutsche Ordensschwester und Mystikerin
- 1453: Juan de Cervantes, spanischer Geistlicher, Kardinal
- 1456: Jacques Cœur, französischer Kaufmann, Finanzier von König Karl VII.
- 1491: François I. d’Orléans-Longueville, französischer Adliger und Militär, Gouverneur der Normandie und der Dauphiné, Großkammerherr von Frankreich
- 1495: Dorothea von Brandenburg-Kulmbach, Königin von Dänemark, Norwegen und Schweden, Herzogin von Schleswig und Holstein, Gräfin von Oldenburg

### 16. bis 18. Jahrhundert
- 1508: Ursula von Brandenburg, Herzogin von Münsterberg und Oels, Gräfin von Glatz
- 1512: Anna von der Borch, Äbtissin des Klosters Kaufungen
- 1533: Philipp von Savoyen-Nemours, Bischof von Genf, Herzog von Nemours
- 1542: Heinrich Stromer, Leipziger Universitätsprofessor und Arzt, Gründer von Auerbachs Keller
- 1554: Johann Riebling, deutscher lutherischer Theologe und Reformator
- 1560: Andrea Doria, genuesischer Adliger und Staatsmann, kaiserlicher Admiral
- 1598: Petrus Calaminus, deutscher Theologe
- 1600: Johann Major, deutscher Theologe, Humanist und Poet
- 1615: Hieronymus I. Hölein, Abt des Zisterzienserklosters in Ebrach
- 1629: Hieronymus Praetorius, deutscher Komponist und Organist
- 1642: Christian Günther I., Graf von Schwarzburg-Sondershausen
- 1677: Mukai Genshō, japanischer Neo-Konfuzianer, Arzt und Botaniker
- 1686: Detlev von Ahlefeldt, dänischer Offizier, Diplomat und Schriftsteller
- 1687: Rajasingha II., König von Kandy
- 1729: László Nádasdy, ungarischer Geistlicher, Bischof von Csanád
- 1732: Johann Heinrich von Berger, deutscher Jurist, Reichshofrat
- 1748: Isaac Watts, britischer Liederdichter
- 1754: Johann Andreas von Franken-Siersdorf, deutscher Geistlicher, Generalvikar im Erzbistum Köln
- 1754: Karl Philipp von Greiffenclau zu Vollrads, Fürstbischof von Würzburg
- 1755: Johann Georg Pisendel, deutscher Violinist und Komponist, Konzertmeister der Dresdner Hofkapelle

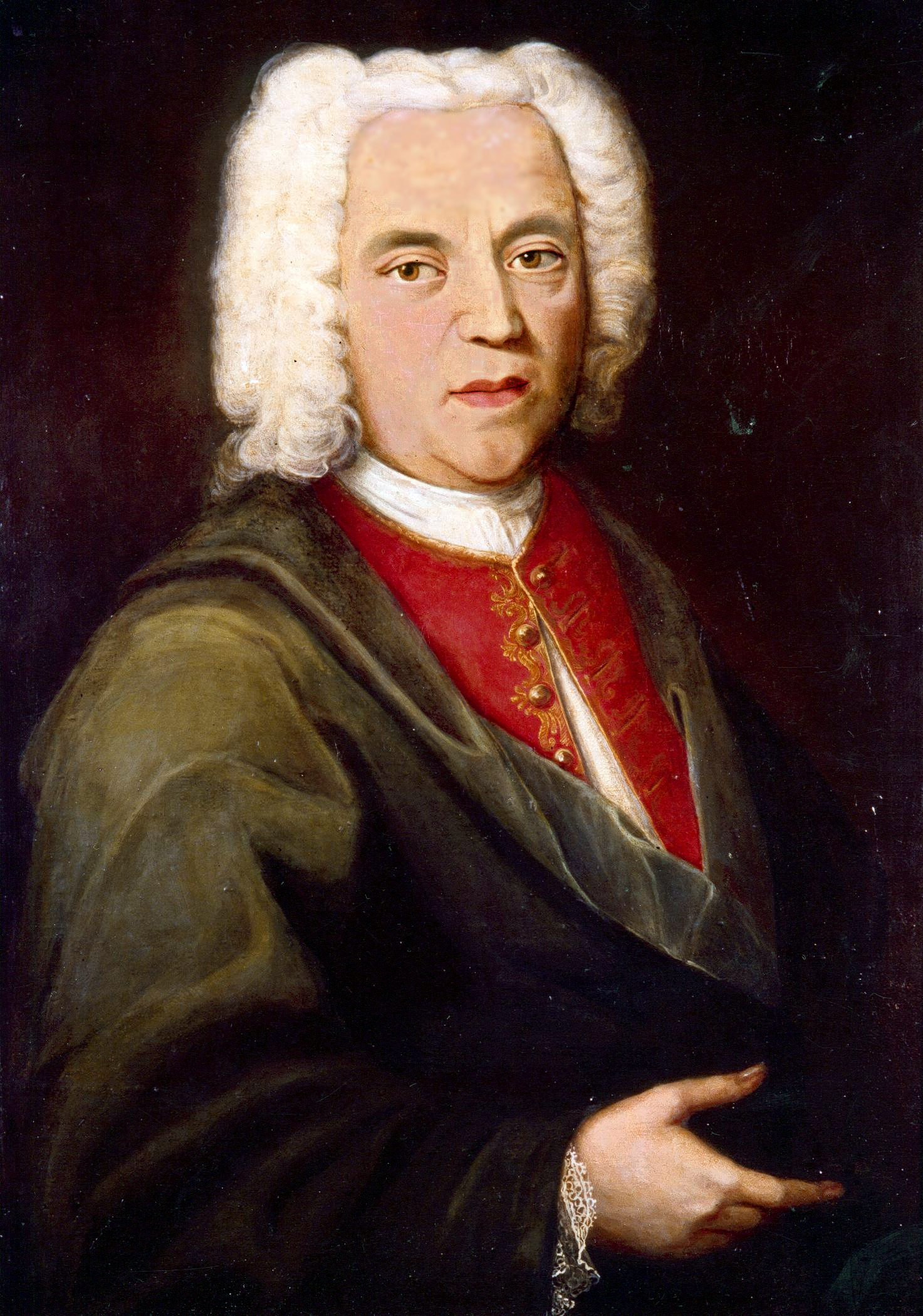
Johann Maria Farina († 1766)

- 1766: Johann Maria Farina, italienischer Parfumeur
- 1767: Johann Wilhelm Krafft, deutscher reformierter Theologe
- 1779: Dom Bedos, französischer Benediktiner, Orgelbauer, Gutachter und Schriftsteller
- 1786: Samuel John Atlee, US-amerikanischer Politiker, Mitglied des Kontinentalkongresses
- 1786: Nathanael Gottfried Leske, sorbisch-deutscher Naturforscher
- 1788: Manuel de Guirior, spanischer Offizier und Kolonialverwalter, Vizekönig von Neugranada und Peru
- 1789: Jan Michał Budar, sorbischer Rittergutsbesitzer, Jurist und Stifter
- 1791: Giovanni Battista Ferrandini, italienischer Komponist

### 19. Jahrhundert
- 1809: Johann George von Schütz, preußischer Beamter
- 1816: Izabela Lubomirska, polnische Fürstin und Mäzenin
- 1819: Francisco Saavedra de Sangronis, spanischer Offizier und Politiker
- 1829: Therese von Artner, österreichische Schriftstellerin
- 1830: Pierre Rode, französischer Violinist und Komponist
- 1841: Francis Leggatt Chantrey, britischer Bildhauer, Maler und Zeichner
- 1844: Augustus Wall Callcott, britischer Maler
- 1846: Francisco Malespín, salvadorianischer Offizier und Politiker, Staatspräsident
- 1848: Johann Rudolph von Ahlefeldt, deutscher Adliger, Gutsherr auf Ludwigsburg, Sehestedt und Saxtorff
- 1849: Juan Arolas, spanischer Dichter
- 1855: Karl Wilhelm Ludwig Heyse, deutscher Altphilologe und Sprachwissenschaftler
- 1858: Victor Franz Freiherr von Andrian-Werburg, österreichischer Politiker, LAbg., Mitglied der Frankfurter Nationalversammlung
- 1860: Paul Wilhelm, württembergischer Titularherzog, Naturforscher und Entdecker
- 1865: Heinrich Barth, deutscher Afrikaforscher
- 1867: Karl Ferdinand Sohn, deutscher Maler

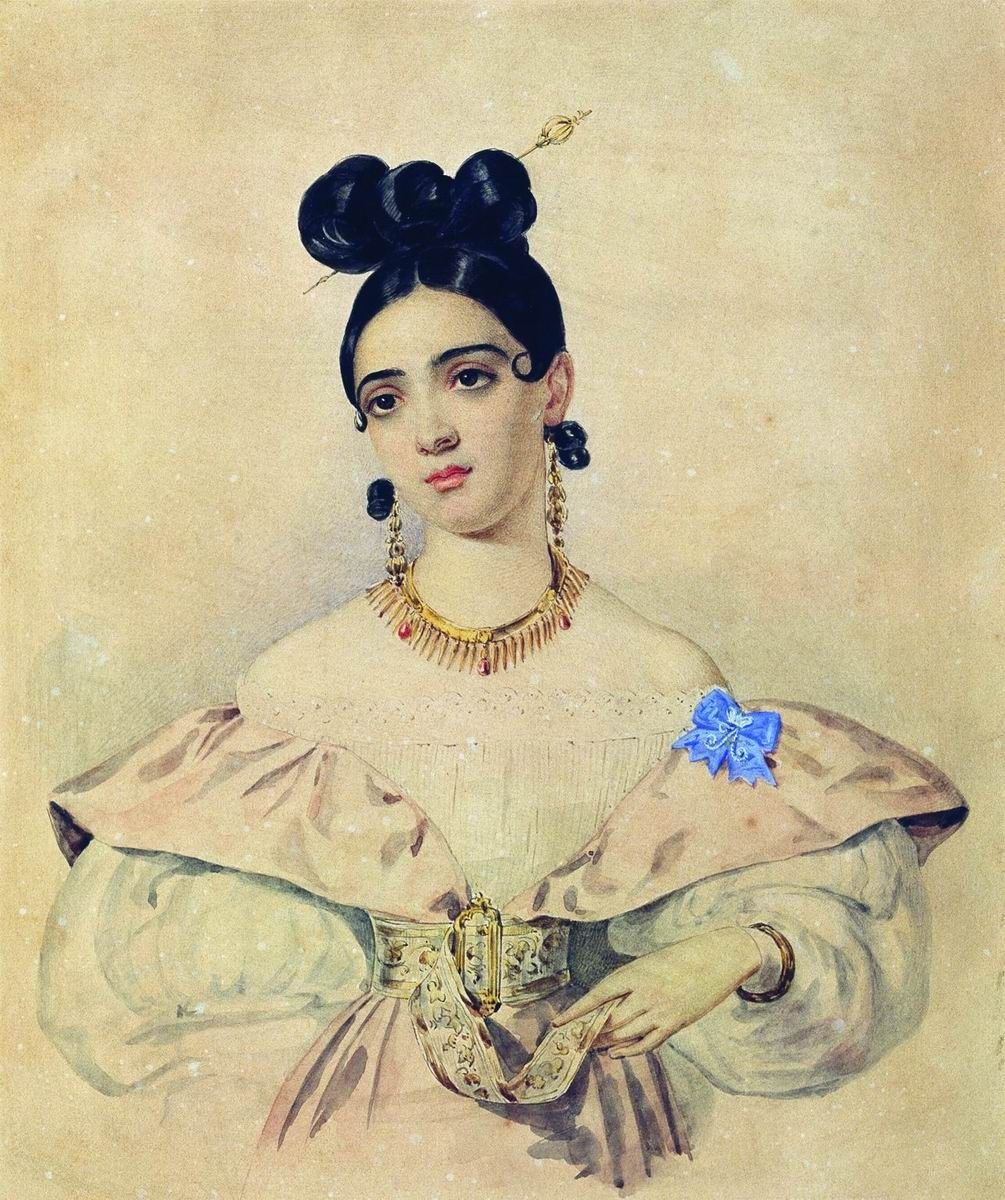
Anna Dawydowna Abamelek († 1889)

- 1869: Friedrich Adolph Roemer, deutscher Geologe, Botaniker und Jurist
- 1881: Theobald Böhm, deutscher Flötenbauer und Erfinder
- 1884: Mathilde F. Anneke, deutsche Schriftstellerin und Journalistin, Herausgeberin einer der ersten deutschen Frauenzeitungen
- 1884: Adolph Wilhelm Hermann Kolbe, deutscher Chemiker
- 1885: Alfons XII., spanischer König
- 1885: Nicolás Avellaneda, argentinischer Jurist und Politiker, Minister, Staatspräsident
- 1885: Thomas A. Hendricks, US-amerikanischer Politiker, Mitglied des Repräsentantenhauses, Senator, Vizepräsident
- 1887: Johann Jakob Bachofen, Schweizer Anthropologe
- 1889: Anna Dawydowna Abamelek, russische Hofdame und Übersetzerin
- 1899: Aimé Vaschy, französischer mathematischer Physiker
- 1900: Willibald Beyschlag, deutscher Theologe und Kirchenpolitiker

### 20. Jahrhundert

#### 1901 bis 1950

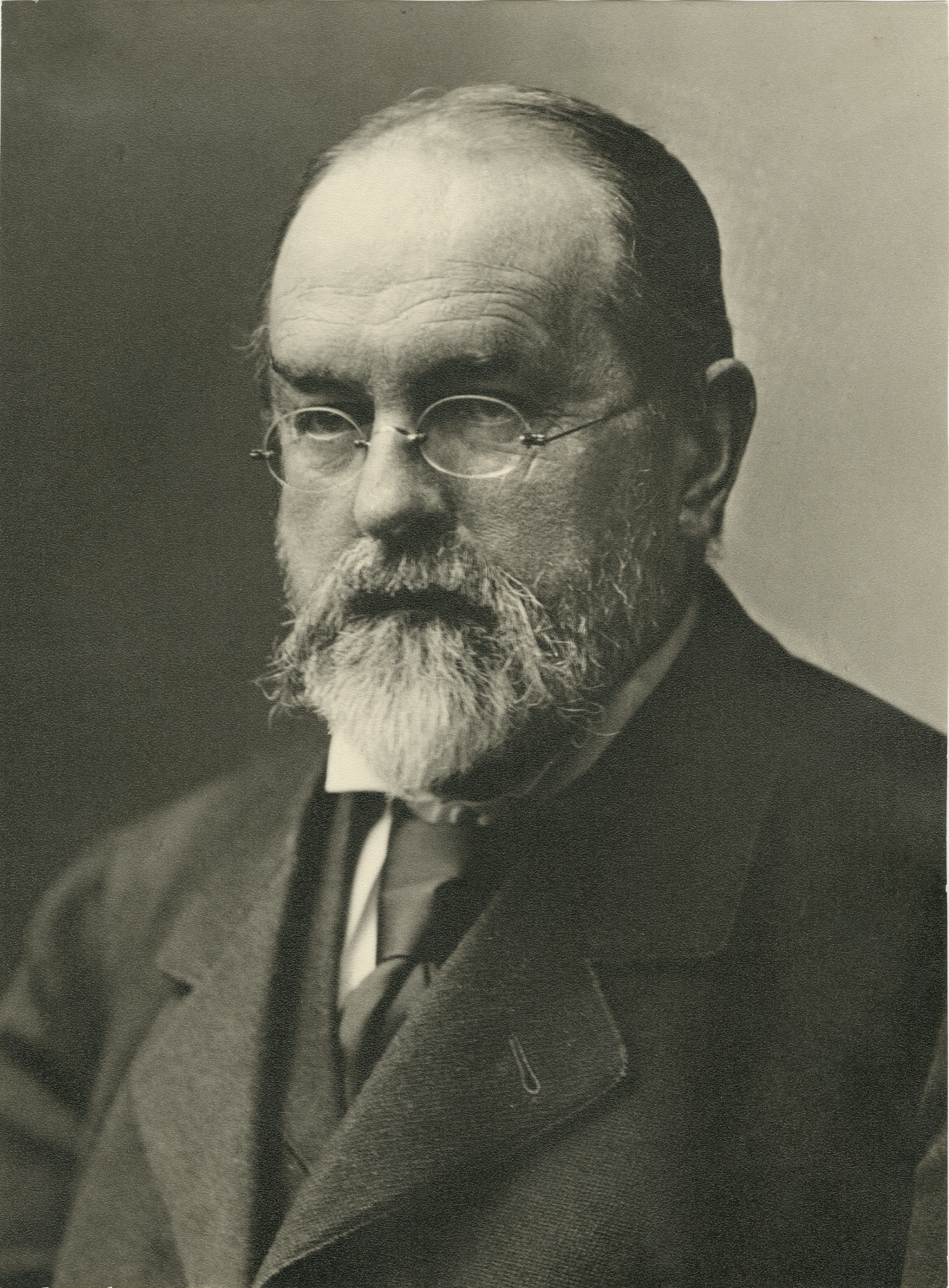
Josef Gabriel Rheinberger († 1901)

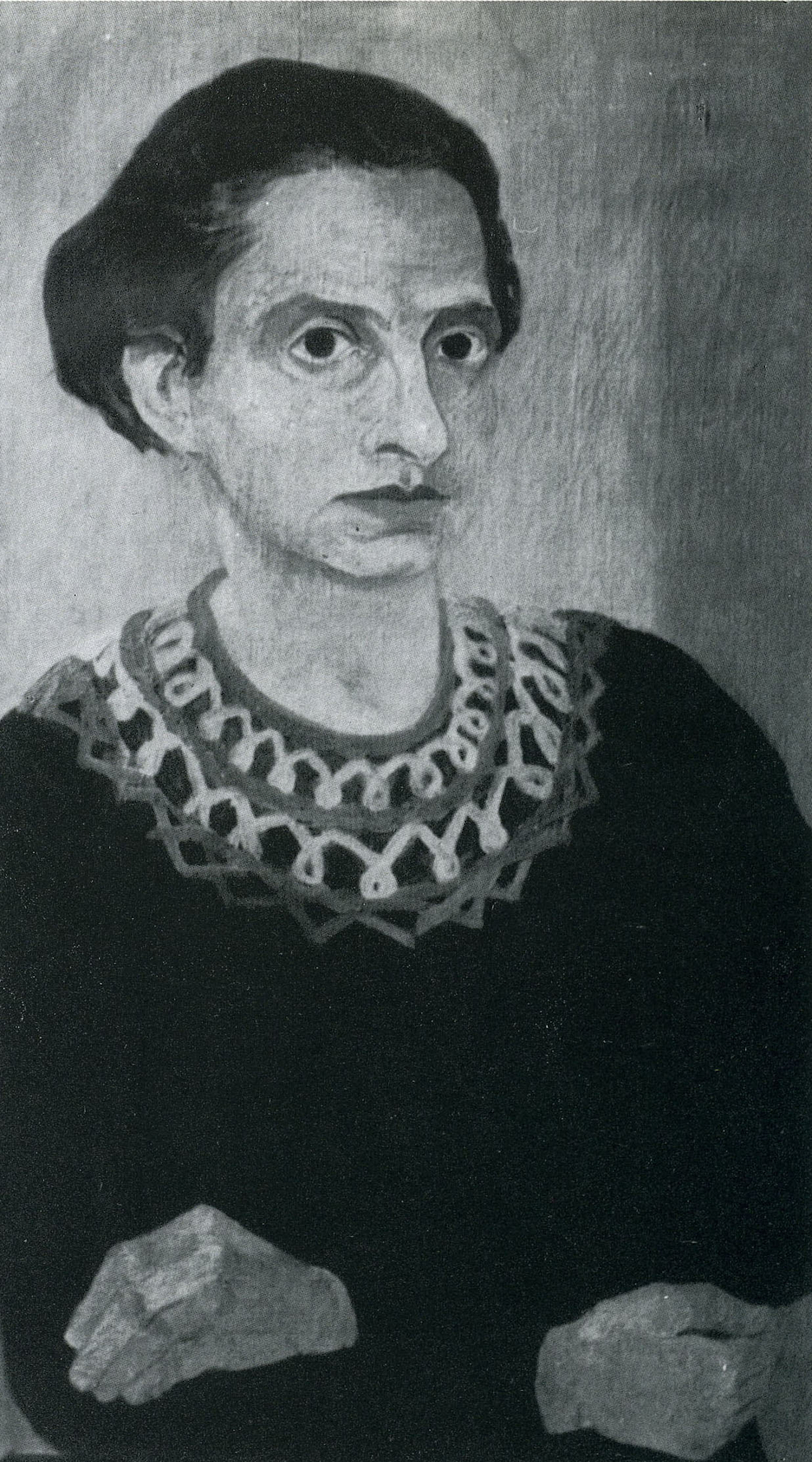
Maria Luiko († 1941)

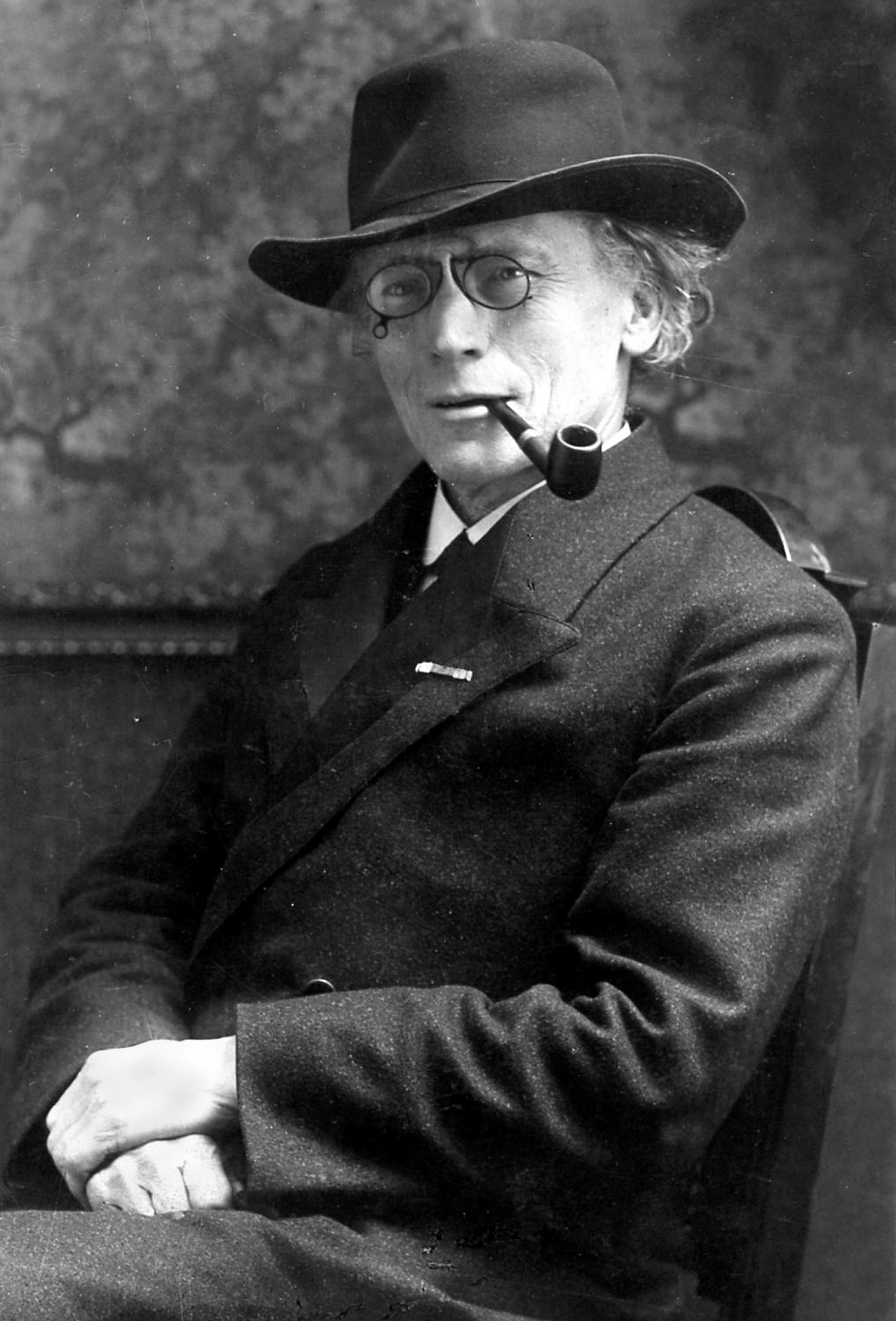
Bjarnat Krawc († 1948)

- 1901: Josef Gabriel Rheinberger, Liechtensteiner Komponist
- 1903: Sabino Arana Goiri, baskischer Autor und Politiker
- 1907: Ludvig Mylius-Erichsen, dänischer Grönlandforscher
- 1908: Matthäus Risch, Schweizer Landwirt und Politiker
- 1912: Theodor Bumiller, deutscher Forschungsreisender
- 1914: Davorin Jenko, slowenischer Komponist und Dirigent
- 1915: Franziskus von Sales Bauer, tschechischer Geistlicher, Bischof von Brünn, Erzbischof von Olmütz
- 1916: Eduard Züblin, Schweizer Ingenieur und Unternehmer
- 1917: João Teixeira Pinto, portugiesischer Kolonialoffizier
- 1921: Etienne Soukkarie, syrischer Geistlicher, Titularerzbischof von Myra dei Greco-Melkiti, Patriarchalvikar von Alexandria
- 1925: Vajiravudh, König von Siam
- 1926: Georg Arnhold, deutscher Bankier und Pazifist
- 1926: Ludwig Aub, deutscher Buchhändler, Schriftsteller, Graphologe und Hellseher
- 1927: Alfred De Sève, kanadischer Violinist, Musikpädagoge und Komponist
- 1927: József Rippl-Rónai, ungarischer Maler
- 1935: Anastasia von Montenegro, montenegrinische Adelige
- 1935: Iyasu V., ungekrönter Kaiser von Äthiopien
- 1937: Alexander Lasarewitsch Abramow-Mirow, sowjetischer Komintern- und Geheimdienstfunktionär
- 1939: Elbert Lee Trinkle, US-amerikanischer Politiker, Gouverneur von Virginia
- 1941: Elisabeth Braun, deutsche Schriftstellerin, Opfer des Holocaust
- 1941: Pedro Aguirre Cerda, chilenischer Politiker, Minister, Staatspräsident
- 1941: Paula Jordan, Galeristin in München, wurde deportiert und im KZ Kaunas ermordet
- 1941: Anna Klein, deutsche Malerin und Grafikerin, Holocaustopfer
- 1941: Elisabeth Kohn, deutsch-jüdische Rechtsanwältin und Opfer des NS-Regimes
- 1941: Maria Luiko, deutsche Künstlerin und NS-Opfer
- 1943: Carlo Cremonesi, italienischer Geistlicher, Kurienkardinal
- 1944: Georg Dascher, deutscher Handballspieler
- 1948: Bjarnat Krawc, sorbischer Komponist und Musikpädagoge
- 1949: Lao Genevra Simons, US-amerikanische Mathematikerin und Mathematikhistorikerin
- 1949: Bill Robinson, US-amerikanischer Stepptänzer
- 1950: Christian Riecken, deutscher Ingenieur und Automobilrennfahrer

#### 1951 bis 2000
- 1952: Julien-Fernand Vaubourgoin, französischer Organist, Komponist und Musikpädagoge
- 1955: Louis Lachenal, französischer Alpinist
- 1955: Eugène Renaud, französischer Automobilrennfahrer
- 1956: Olexander Dowschenko, ukrainischer Filmregisseur und Drehbuchautor
- 1959: Jean Grémillon, französischer Filmregisseur und Komponist
- 1960: Ernest Martin Skinner, US-amerikanischer Orgelbauer
- 1960: Schwestern Mirabal, dominikanische Regimegegnerinnen
- 1961: Hubert Van Innis, belgischer Bogenschütze
- 1963: John La Farge, US-amerikanischer Priester
- 1965: Alfred Nissle, deutscher Arzt und Wissenschaftler

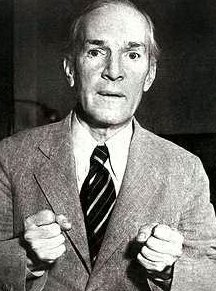
Upton Sinclair († 1968)

- 1966: Arnold Trowell, neuseeländischer Cellist, Komponist und Musikpädagoge
- 1967: Erich Dunskus, deutscher Schauspieler
- 1967: Heinz Hilpert, deutscher Theaterregisseur
- 1967: Ossip Zadkine, belarussischer Maler und Bildhauer
- 1968: Upton Sinclair, US-amerikanischer Schriftsteller und Politiker, Pulitzer-Preisträger
- 1969: Henri Fabre, französischer Journalist
- 1970: Yukio Mishima, japanischer Schriftsteller
- 1971: Jan Engbertus Jonkers, niederländischer Strafrechtler
- 1972: Hans Scharoun, deutscher Architekt, bedeutender Vertreter der organischen Architektur
- 1973: Laurence Harvey, britischer Filmschauspieler und Regisseur
- 1974: Nick Drake, britischer Musiker, Sänger und Songschreiber

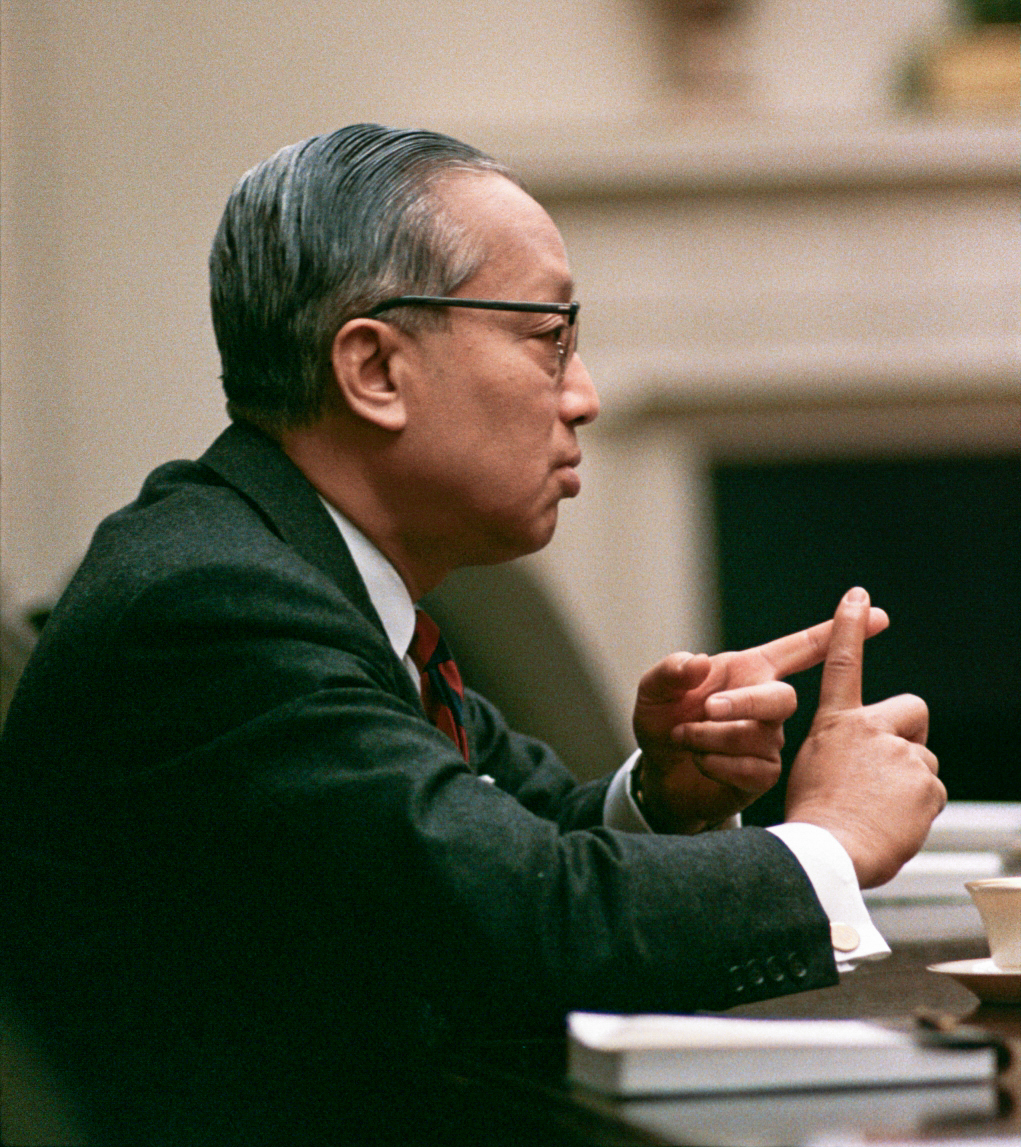
Sithu U Thant († 1974)

- 1974: Sithu U Thant, birmanischer Politiker, Minister, UN-Generalsekretär
- 1977: Matija Bravničar, slowenischer Komponist
- 1977: Manutschehr Eghbal, iranischer Politiker, Minister, Premierminister
- 1978: Fritz Feierabend, Schweizer Bobsportler
- 1981: Jack Albertson, US-amerikanischer Schauspieler
- 1981: Shimamura Toshimasa, japanischer Schriftsteller
- 1982: Léon Vleurinck, belgischer Ruderer
- 1984: Sylvan Goldman, US-amerikanischer Geschäftsmann, Erfinder des Einkaufswagens
- 1984: Clara Asscher-Pinkhof, niederländisch-israelische Pädagogin und Schriftstellerin
- 1984: Jimmy Jackson, US-amerikanischer Automobilrennfahrer
- 1986: Gabdulchaj Achatow, russischer Linguist und Turkologist
- 1987: Hermann Ferdinand Arning, deutscher Jurist und Politiker
- 1987: Harold Washington, US-amerikanischer Politiker, Mitglied des US-Repräsentantenhauses, erster afroamerikanischer Bürgermeister von Chicago

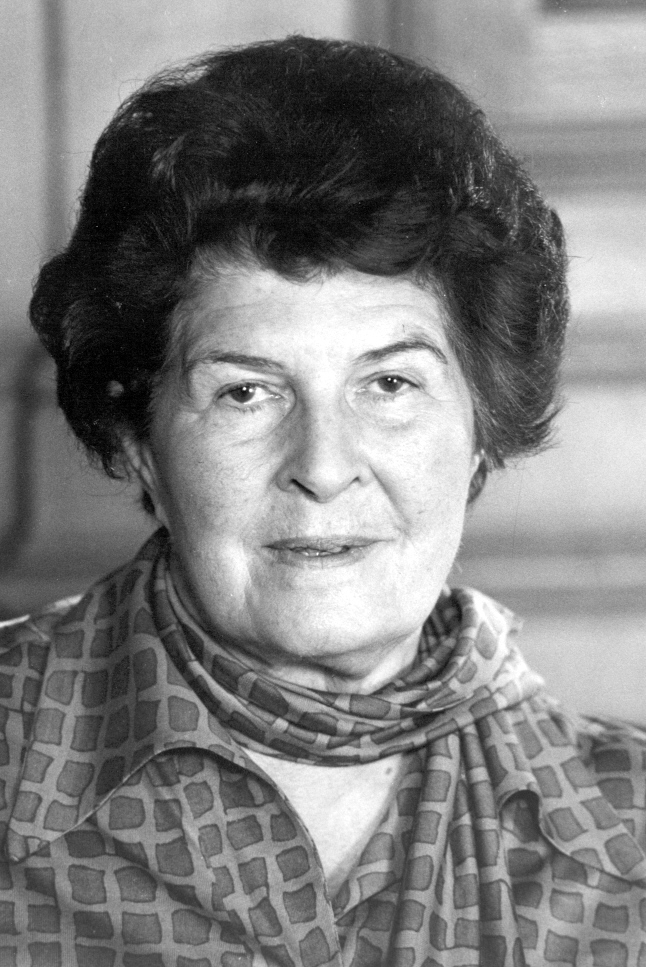
Liselotte Spreng († 1992)

- 1988: Bernhard Winkelheide, deutscher Politiker, MdB („Vater des Kindergeldes“)
- 1991: Eleanor Audley, US-amerikanische Schauspielerin und Synchronsprecherin
- 1992: Sleepy Jeffers, US-amerikanischer Country-Musiker
- 1992ː Liselotte Spreng, Schweizer Politikerin (FDP) und Frauenrechtlerin
- 1993: Helmuth Sommer, deutscher Komponist und Musikpädagoge
- 1994: Wladimir Sak, ukrainischer Schachspieler
- 1994: Max Huggler, Schweizer Kunsthistoriker
- 1997: Richard M. Noyes, US-amerikanischer Chemiker
- 1997: Marcel Saucier, kanadischer Geiger, Komponist und Musikpädagoge
- 1998: Erich Eyermann, deutscher Jurist
- 1998: Enrico Sabbatini, italienischer Kostüm- und Produktionsdesigner
- 1999: Didier Anzieu, französischer Psychoanalytiker
- 1999: Pierre Bézier, französischer Mathematiker
- 1999: Matéo Maximoff, erster Schriftsteller der französischen Roma
- 2000: Erich Ebert, deutscher Schauspieler und Synchronsprecher, Synchronautor und Dialogregisseur
- 2000: Mario Giacomelli, italienischer Fotograf

### 21. Jahrhundert
- 2001: Erna Steuri, Schweizer Skirennfahrerin
- 2002: Karel Reisz, britischer Regisseur
- 2003: Fernando Ariztía Ruiz, chilenischer Geistlicher, Bischof von Copiapó
- 2003: Jacques François, französischer Theater- und Film-Schauspieler
- 2003: Anneliese Römer, deutsche Schauspielerin
- 2004: Eberhard Golla, deutscher Brigadegeneral des Heeres der Bundeswehr
- 2004: Vladimir Rivero Hernández, kubanischer Handballspieler
- 2004: František Smetana, tschechischer Cellist und Musikpädagoge
- 2005: George Best, nordirischer Fußballspieler
- 2005: Richard Burns, britischer Rallyefahrer
- 2007: Agnethe Davidsen, grönländische Politikerin, erste Ministerin Grönlands
- 2007: Kevin DuBrow, US-amerikanischer Rockmusiker (Quiet Riot)
- 2007: Karlhans Frank, deutscher Regisseur und Schriftsteller
- 2008: William Gibson, US-amerikanischer Dramatiker und Schriftsteller
- 2008: Stefan Schörghuber, deutscher Unternehmer
- 2009: Jean-Pierre Hurteau, kanadischer Opernsänger (Bass)
- 2009: Lupita Palomera, mexikanische Sängerin und Schauspielerin
- 2011: Wassili Alexejew, sowjetischer Gewichtheber
- 2011: Milla Baldo Ceolin, italienische Physikerin
- 2012: Simeon ten Holt, niederländischer Komponist
- 2013: Bill Foulkes, britischer Fußballspieler und -trainer
- 2013: Chico Hamilton, US-amerikanischer Jazzmusiker und -komponist
- 2013: Elke Neidhardt, australische Schauspielerin und Opernregisseurin
- 2013: Peter Kurzeck, deutscher Schriftsteller
- 2014: Aurelio Milani, italienischer Fußballspieler
- 2016: Fidel Castro, kubanischer Revolutionsführer und Politiker, Regierungs- und Parteichef, Staatspräsident
- 2016: Jan van Dijk, niederländischer Komponist und Pianist
- 2016: David Hamilton, britischer Fotograf und Filmemacher
- 2016: Aleksandar Jossifow, bulgarischer Komponist
- 2017: Rance Howard, US-amerikanischer Schauspieler
- 2020: Diego Maradona, argentinischer Fußballspieler und -trainer, Weltmeister
- 2020: James Wolfensohn, australisch-US-amerikanischer Ökonom
- 2021: Risto Kala, finnischer Basketballspieler und Mediziner
- 2021: Julien Lebas, französischer Sprinter
- 2022: Irene Cara, US-amerikanische Sängerin
- 2022: Karel Oomen, belgischer Ringer
- 2022: Hiltrud Gnüg, deutsche Germanistin und Literaturwissenschaftlerin
- 2022: Erzsébet Pongrátzné Vasvári, ungarische Sportschützin, Weltmeisterin

## Feier- und Gedenktage
- Kirchliche Gedenktage
  - Hl. Katharina von Alexandrien, römische Jungfrau, Märtyrerin und Schutzpatronin (anglikanisch, evangelisch, katholisch)
  - Isaac Watts, englischer Liederdichter (anglikanisch, evangelisch: ELCA)
- Gedenktage internationaler Organisationen
  - Internationaler Tag zur Beseitigung von Gewalt gegen Frauen (UNO) (seit 1999)
  - Roses Revolution Day gegen Gewalt in der Geburtshilfe

Weitere Einträge enthält die Liste von Gedenk- und Aktionstagen.